# Hong Kong
Hong Kong (chinês: 香港; romanização do mandarim pinyin: Xiānggǎng, romanização do mandarim Wade-Giles: Hsiang1-kang3, pronunciado: [ɕjáŋkàŋ]; romanização do cantonês jyutping: Hoeng1gong2, romanização do cantonês Yale: Hēunggóng, pronunciado: [hœ̂ːŋkɔ̌ːŋ]; em Hacá: Hiong1-gong3; em inglês:  Hong Kong, pronunciado: [hɒŋ ˈkɒŋ]) é uma das duas regiões administrativas especiais (RAE) da República Popular da China (RPC), sendo a outra Macau, situada na costa sul da China e delimitada pelo delta do Rio das Pérolas e pelo Mar da China Meridional. É conhecida por seu horizonte repleto de arranha-céus e por seu profundo porto natural. Com uma área de 1 104 km² e uma população de sete milhões de pessoas, Hong Kong é uma das áreas mais densamente povoadas do mundo. A população da cidade é composta por 95% de pessoas de etnia chinesa e 5% de outros grupos étnicos. A maioria chinesa Han da cidade é originária, principalmente, das cidades de Guangzhou e Taishan, na vizinha província de Guangdong.
Hong Kong tornou-se uma colônia do Império Britânico após a Primeira Guerra do Ópio (1839-1842). Originalmente confinada à Ilha de Hong Kong, as fronteiras da colônia foram estendidas em etapas para a Península de Kowloon em 1861 e, em seguida, para os Novos Territórios, em 1899. Foi ocupada pelo Império do Japão durante a Guerra do Pacífico, após a qual o controle britânico foi retomado até 1997, quando a China reassumiu a soberania da cidade. Durante a era colonial, a região adotou a mínima intervenção do governo sob o ethos do não intervencionismo positivo. A era colonial teve grande influência na atual cultura de Hong Kong, muitas vezes descrita como o lugar onde o "Oriente encontra o Ocidente", e no seu sistema educacional, que costumava seguir o sistema do Reino Unido até que reformas fossem implementadas em 2009.
Sob o princípio do "um país, dois sistemas", Hong Kong tem um sistema político diferente do da China continental. O judiciário independente de Hong Kong funciona no âmbito da common law. A Lei Básica, a constituição da cidade, estipula que Hong Kong deve ter um "alto grau de autonomia" em todas as esferas, exceto nas relações exteriores e na defesa militar. Embora tenha um sistema multipartidário em desenvolvimento, um pequeno círculo do eleitorado controla metade da sua legislatura. O chefe de governo da cidade é selecionado por um Comitê de Seleção/Eleição com 400 a 1200 membros, durante os primeiros 20 anos.
Como um dos principais centros financeiros internacionais, Hong Kong tem uma grande economia de serviço capitalista caracterizada pelo baixo nível de impostos e pelo livre comércio, sendo que a sua moeda, o dólar de Hong Kong, é a oitava mais negociada no mundo. Seu pequeno território e a consequente falta de espaço causaram uma forte demanda por construções mais densas e altas, o que desenvolveu a cidade como um centro para a arquitetura moderna e a tornou uma das mais verticais do planeta. Hong Kong também tem um dos maiores PIB per capita do mundo. O espaço denso também resultou numa rede de transportes altamente desenvolvida, com uma taxa de transporte de passageiros superior a 90%, a maior do mundo. Hong Kong tem várias boas colocações em classificações internacionais de vários temas. Por exemplo, sua liberdade e competitividade econômica e financeira, qualidade de vida, percepção de corrupção e Índice de Desenvolvimento Humano (IDH) estão todos classificados nas mais altas posições. De acordo com dados da Organização das Nações Unidas (ONU) e da Organização Mundial da Saúde (OMS), estima-se que Hong Kong tenha a segunda maior expectativa de vida do planeta.

## Etimologia
O nome Hong Kong é originário do seu principal produto de exportação do período colonial. O pau-de-águila, uma madeira resinosa escura e perfumada usada em incenso e perfume, era este produto. A sua presença constante no porto da cidade, fez com que ganhasse o apelido de "porto perfumado" (em cantonês é "trầm hương" — romanização do cantonês; "hēunggóng"). Em um dado momento da história, o apelido do porto transformou-se no nome da cidade.

## História

### Domínio chinês e ocupação britânica

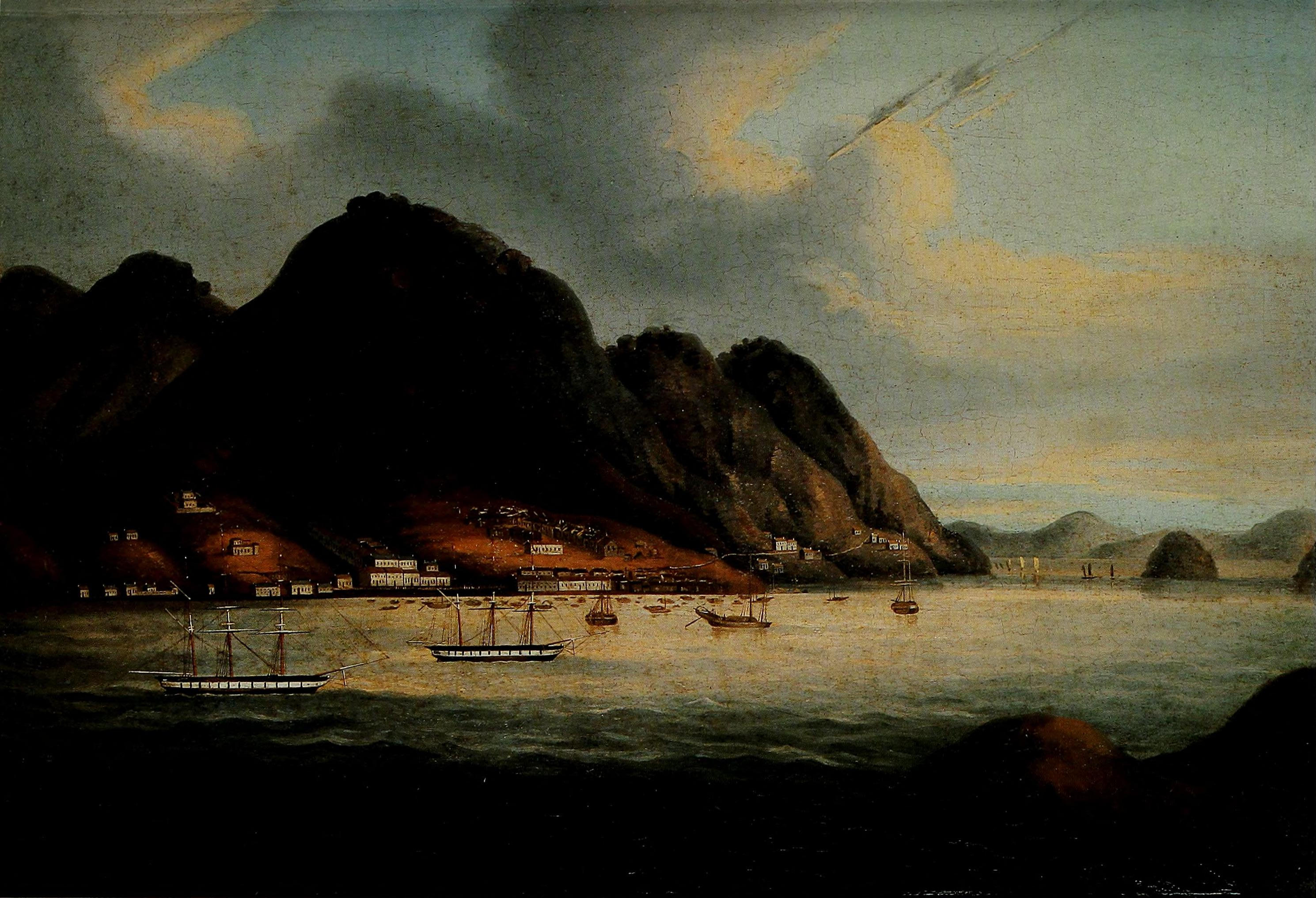
Possivelmente a pintura mais antiga da ilha de Hong Kong, mostrando o assentamento à beira-mar que se tornou a Cidade de Victoria

A ocupação humana de Hong Kong data do Paleolítico. A região foi inicialmente incorporada no Império Chinês, durante a Dinastia Qin, e serviu como porto nas dinastias Tang e Song. O primeiro visitante europeu de que há registo foi o português Jorge Álvares.
O contacto com o Reino Unido foi estabelecido após a Companhia Britânica das Índias Orientais ter estabelecido uma feitoria na cidade vizinha de Cantão. Durante a Guerra do Ópio (1839–1842), Hong Kong foi ocupado pelo Reino Unido e em 1898 a China entregou o território por um prazo de 99 anos. A partir dessa data, a nova colónia britânica passou a ser um importante centro de comércio.

### Século XX

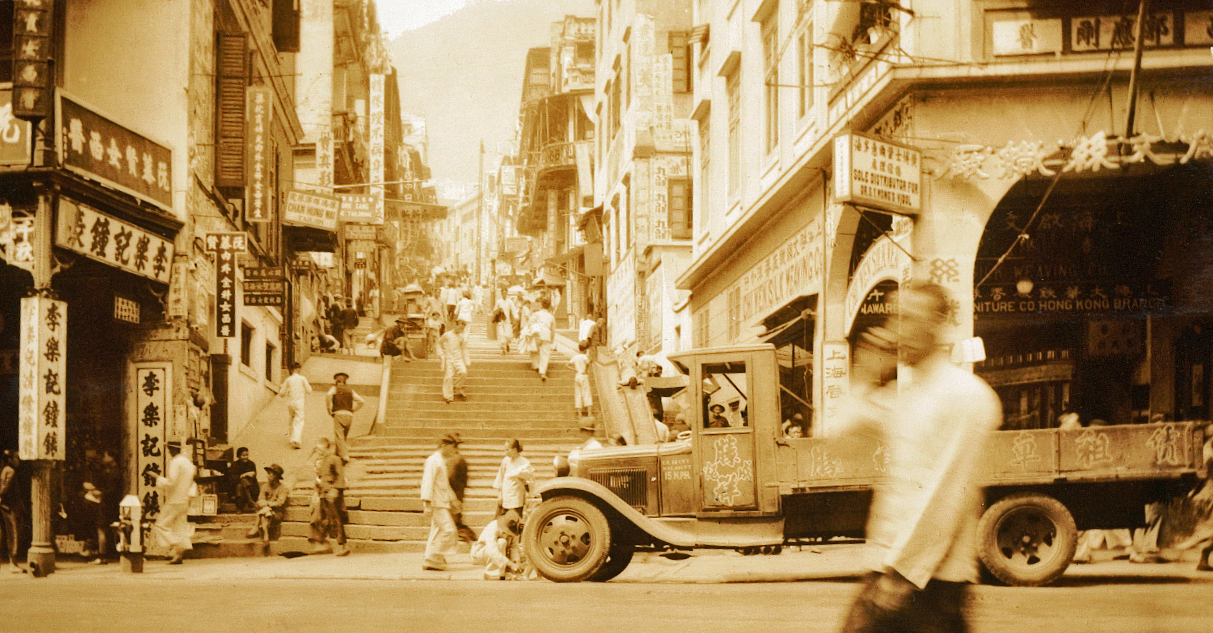
Hong Kong nos anos 1930

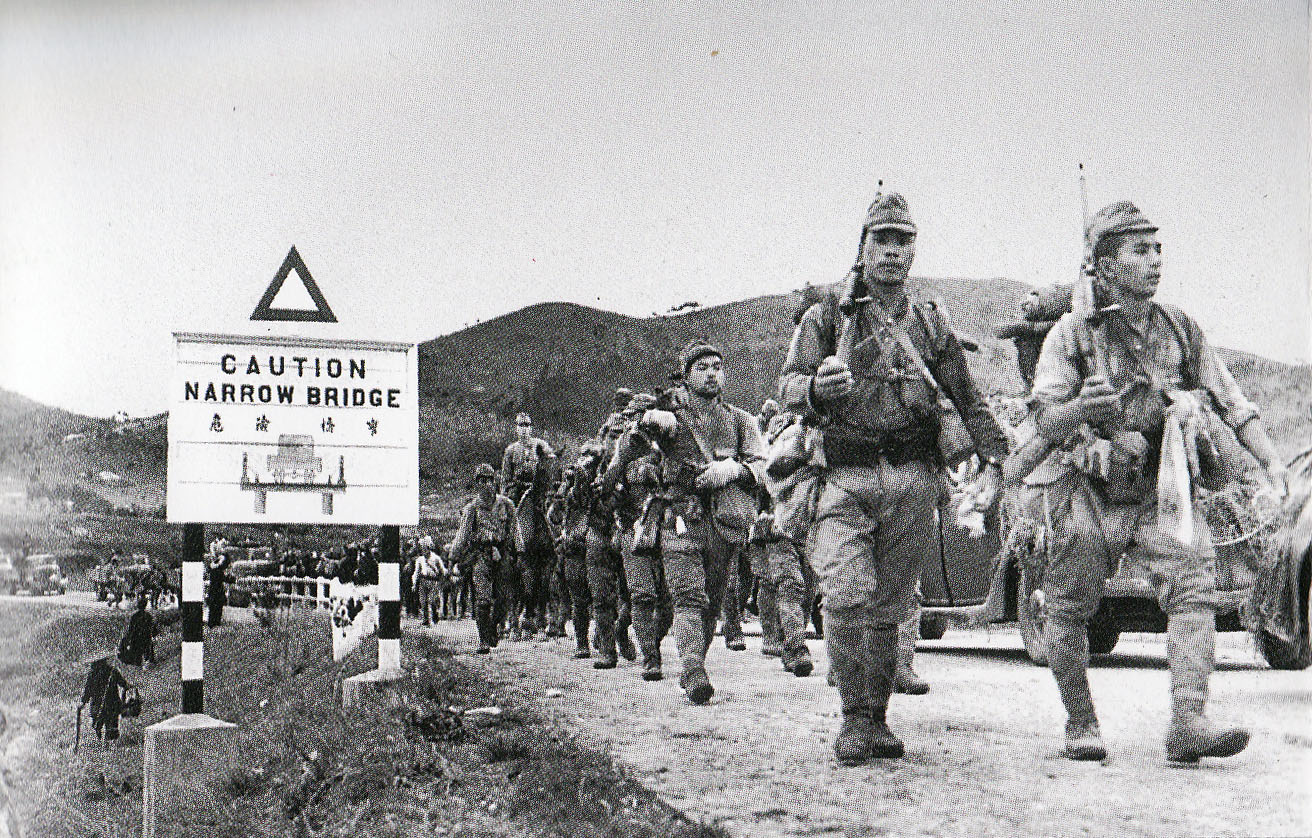
Soldados do Império do Japão entram no território de Hong Kong, durante a Segunda Guerra Mundial

No processo que levou ao estabelecimento da República da China, em 1912, Hong Kong serviu de refúgio político para muitos dos opositores ao antigo regime. Após 1912 o nacionalismo chinês afirmou-se hostil relativamente a potências externas. Entre 1925 e 1927 este regime proibiu o acesso de navios ingleses aos portos do Sul da China, facto que comprometeu seriamente o comércio de Hong Kong. A guerra sino-japonesa da década de 1930 levou a China a procurar apoio contra o Japão junto de países europeus como a Inglaterra, o que facilitou as até então difíceis condições de relacionamento entre ambos os países.
A Segunda Guerra Mundial, deflagrada em setembro de 1939, veio dificultar ainda mais a vida económica da ilha. Em 1941, os japoneses, após 18 dias de combate (ver Batalha de Hong Kong), conquistaram a colónia. Esta ocupação durou 3 anos e 8 meses. Com a rendição incondicional do Japão (1945), os Britânicos reocuparam o território e retomaram a pujança de grande centro comercial da Ásia. Assistiu-se a uma forte industrialização baseada nos têxteis. Hong Kong tornou-se o maior porto de mercadorias mundial e o seu produto interno bruto per capita é dos mais elevados do Mundo. O território é uma potência comercial e um importantíssimo centro financeiro.
Durante a guerra da Coreia, em 1950, os Estados Unidos boicotaram o comércio com a China comunista, uma medida que afectou consideravelmente a actividade comercial de Hong Kong. Para fazer face a este embargo, a ilha promoveu o desenvolvimento da sua indústria, nos anos 1950 e 1960, tarefa facilitada pela afluência de refugiados que proporcionavam excelente mão de obra barata e dinheiro. Neste período, a política liberal de Hong Kong atraiu muitos investidores estrangeiros, resultando num boom económico que fez da ilha uma das regiões mais ricas e mais produtivas da Ásia.

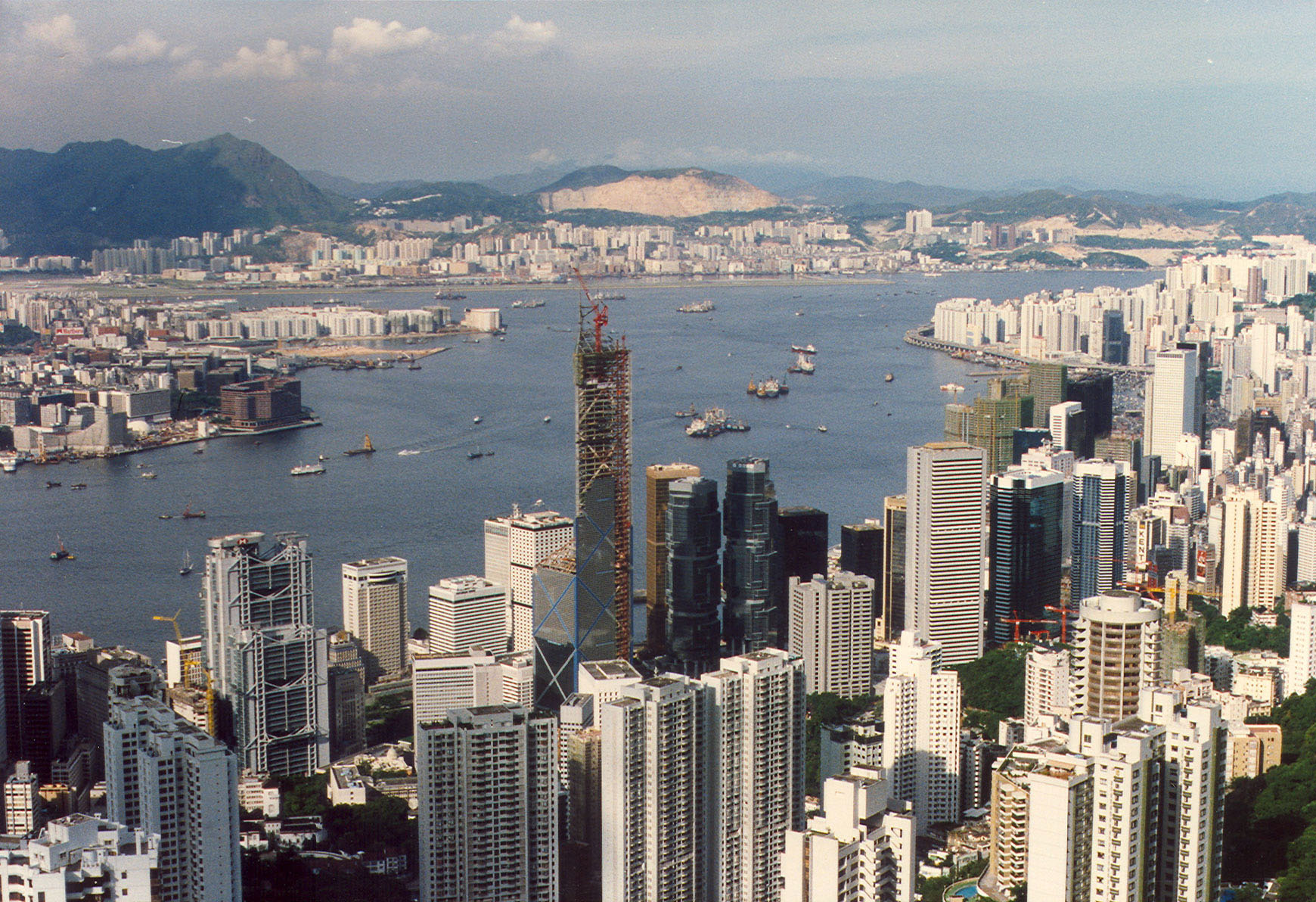
Vista da Ilha de Hong Kong em 1988, ainda sob domínio britânico

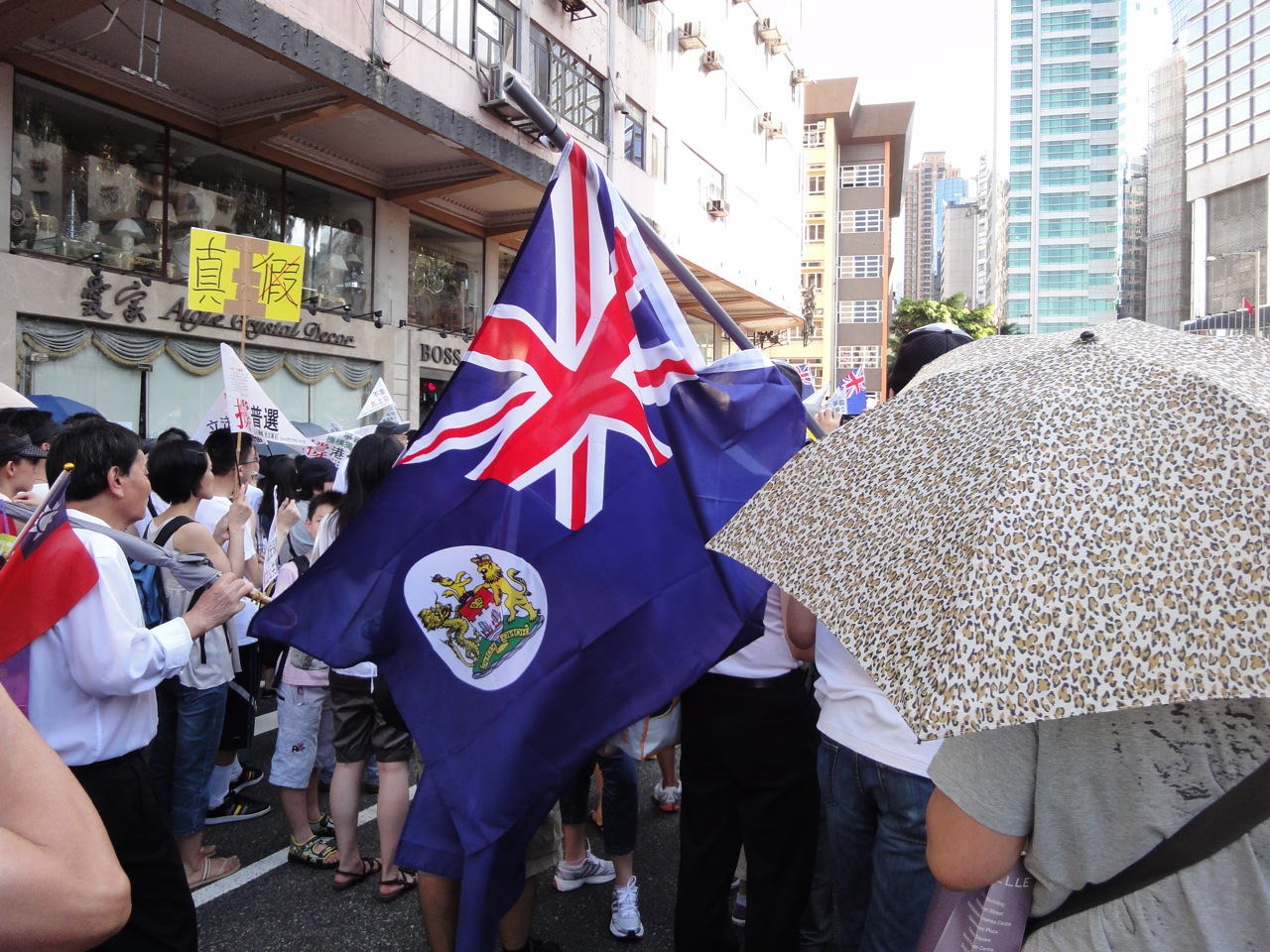
Pessoas marcham com a bandeira britânica de Hong Kong no dia da transferência da soberania para a China

O crescimento econômico causou, no entanto, algum descontentamento entre os trabalhadores, uma vez que estes auferiam salários muito baixos. Este mal-estar desencadeou motins no Verão de 1967, promovidos por simpatizantes da revolução cultural chinesa. Para combater esta situação o Governo lançou uma legislação laboral; aumentou as habitações públicas e investiu mais em obras públicas, restaurando assim a estabilidade na década de 1970.

### Devolução para a China
Durante a década de 1970, o número de imigrantes não parava de aumentar e a grande maioria vinha da China. Além disso, as relações entre as duas nações eram mais amistosas. Nos anos seguintes vieram inclusivamente a verificar-se operações militares e financeiras conjuntas entre a China e Hong Kong.
Em 1982, a China e o Reino Unido iniciaram conversações para a devolução da soberania sobre Hong Kong à primeira. Um acordo assinado em 1984, em Pequim, se decidiu que o território voltasse à soberania chinesa em 1 de julho de 1997. Em conformidade com o acordado, o regresso de Hong Kong à soberania chinesa após 156 anos de administração colonial britânica deu-se às 00h00 daquele dia.
O agora território chinês tem o status de Região Administrativa Especial, de acordo com a fórmula "um país, dois sistemas", também aplicada a Macau, que ganhou a partir de 20 de dezembro de 1999. Deste modo, o território continua a ser um porto livre e um centro financeiro internacional, e, exceto nas áreas da defesa e da política externa, tem uma autonomia interna, inclusive a fiscal. Durante algum tempo, foi mantida a liberdade de imprensa.

## Geografia

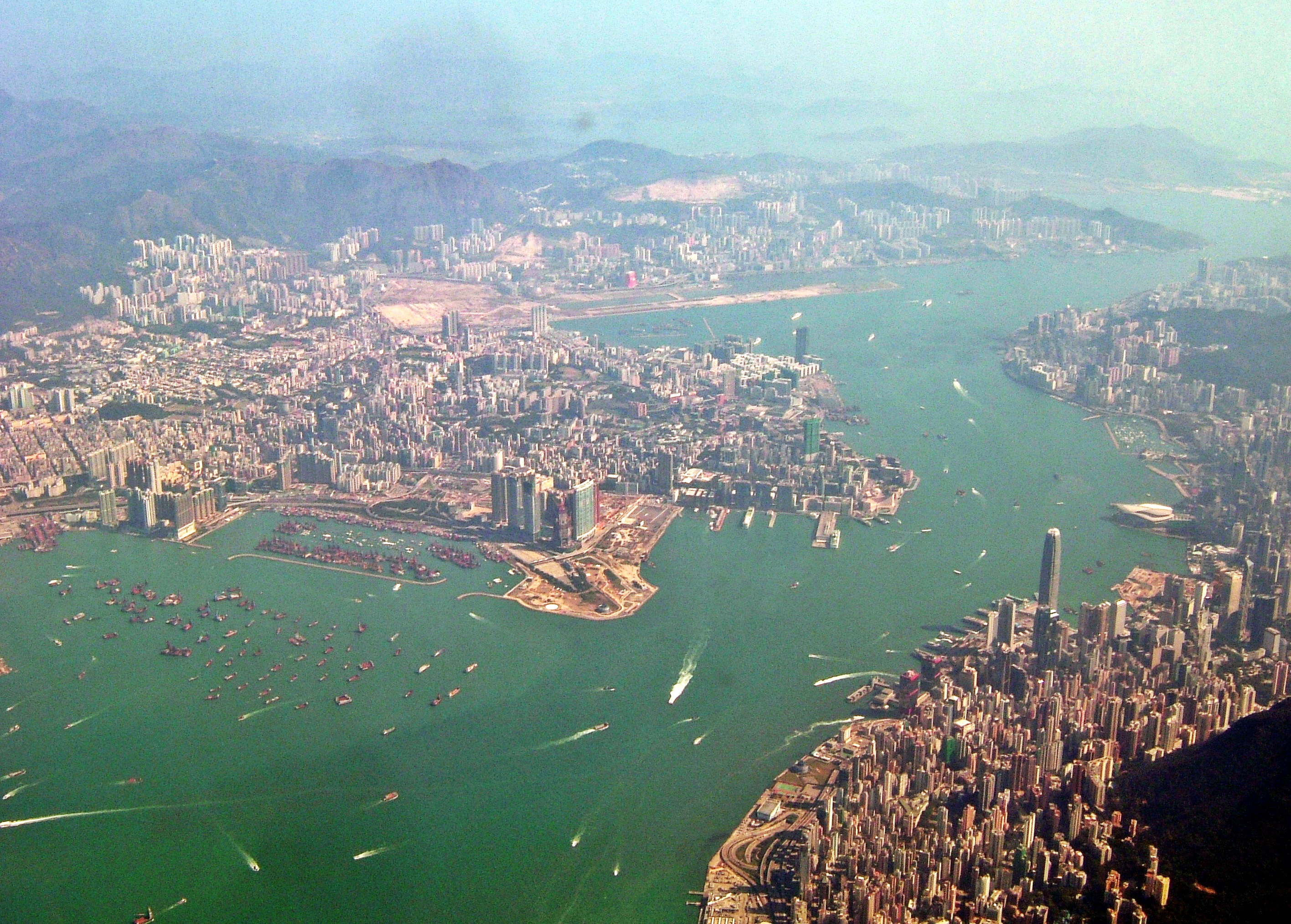
Fotografia aérea da Ilha de Hong Kong (direita) e de Kowloon (esquerda)

Hong Kong está localizado na costa sul da China, a 60 km a leste de Macau, no lado oposto do delta do Rio das Pérolas. É cercada pelo Mar da China Meridional, a leste, sul e oeste, e pelas fronteiras da cidade de Shenzhen e da província de Guangdong, ao norte sobre o rio Shenzhen. O território de 1 104 km² de área (1 054 km² de terra e 50 km² de água) é constituído principalmente pela Ilha de Hong Kong, Lantau, Península de Kowloon e os Novos Territórios, bem como cerca de 260 outras ilhas.
Como muito do terreno de Hong Kong é montanhoso, com declives acentuados, menos de 25% da área do território é urbana e cerca de 40% da área restante está reservado para parques e reservas naturais. A maior parte do território de desenvolvimento urbano consiste na Península de Kowloon, ao longo da borda norte da Ilha de Hong Kong e em assentamentos espalhados por todos os Novos Territórios. A maior elevação do território está em Tai Mo Shan, a uma altura de 958 metros acima do nível do mar. Ao longo de Hong Kong, a linha da costa irregular e curvilínea também proporciona-o com muitas baías, rios e praias.
Apesar da reputação de Hong Kong de ser um território intensamente urbanizado, o território tem feito muito esforço para promover um ambiente verde, e a crescente preocupação pública recente levou a restrição severa de recuperação de terras novas da Baía de Victoria.

### Meio ambiente

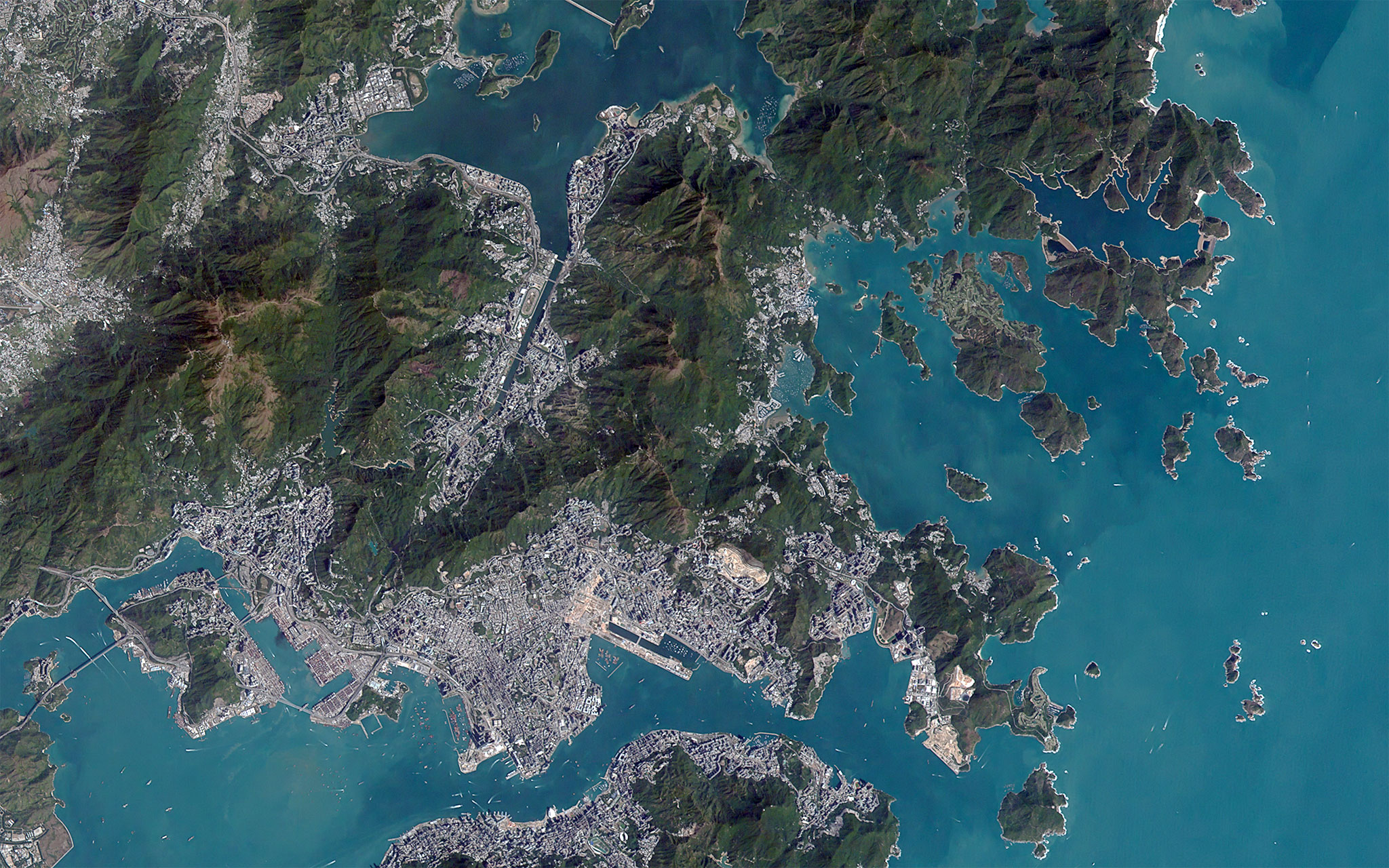
Áreas de desenvolvimento urbano e vegetação são visíveis nesta imagem de satélite com cores falsas

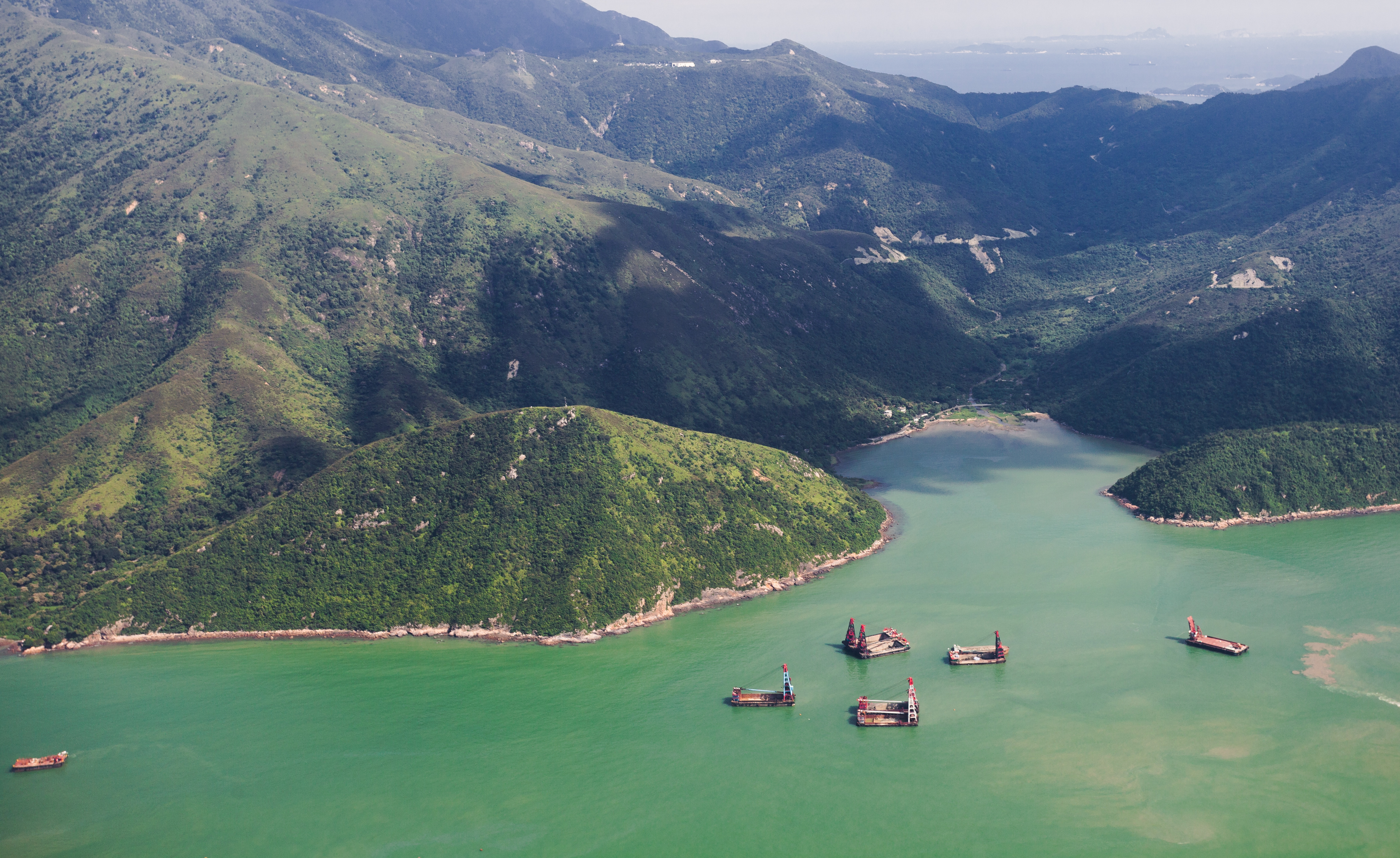
Vista aérea da ilha Lantau.

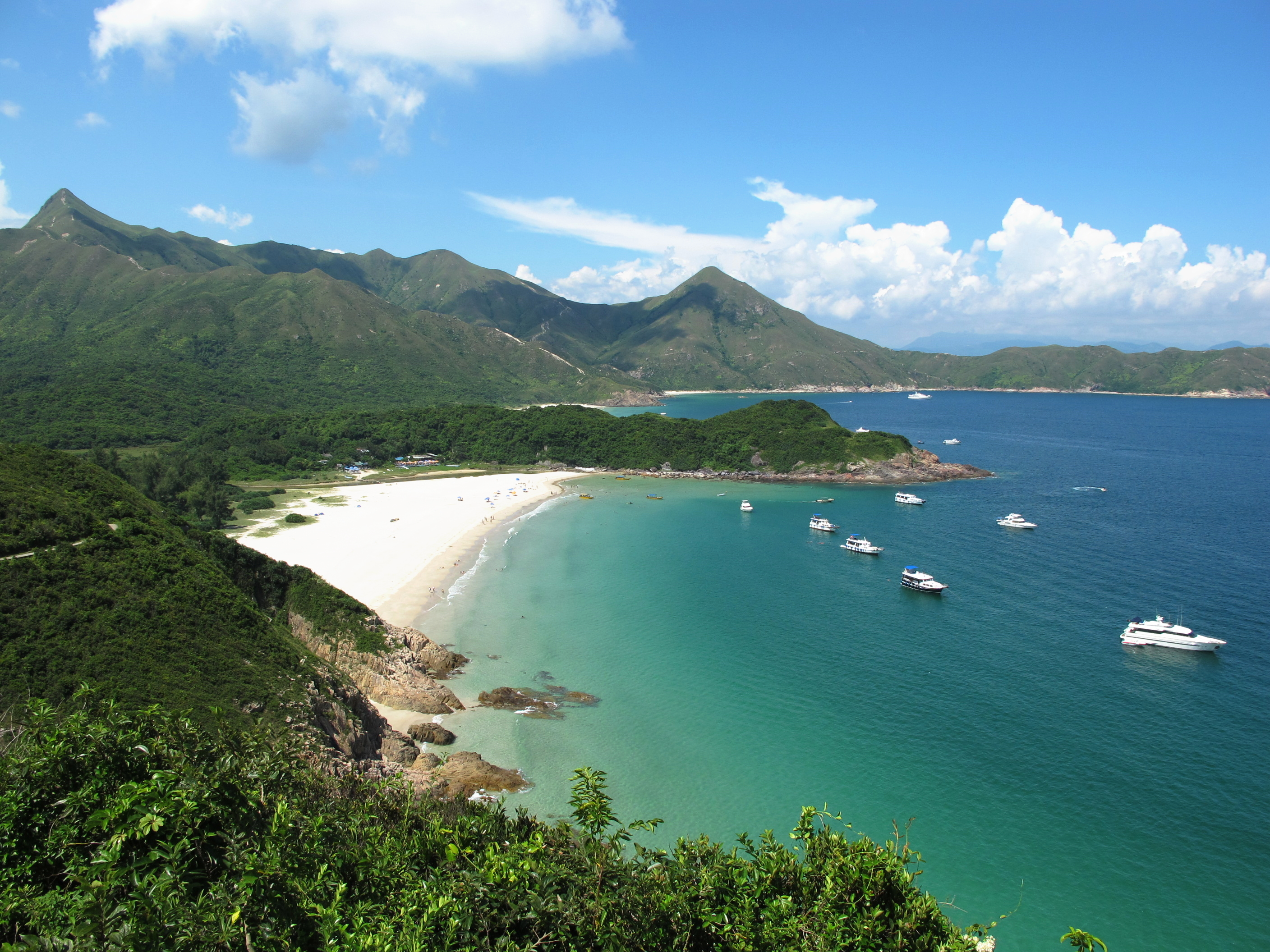
Praia Ham Tin Wan com o Pico Sharp ao fundo (à esquerda), em Tai Long Wan, Sai Kung.

A conscientização do meio ambiente está crescendo e como Hong Kong sofre com o aumento da poluição agravada pela sua geografia e o número sem fim de edifícios altos. Aproximadamente 80% da poluição atmosférica da cidade provém da China Continental e de Macau, já que compartilharam também o delta do Rio das Pérolas. Em 2011, o índice de poluição atmosférica (API) desenvolvido pelas autoridades ultrapassou o nível 100 ("muito elevado") em mais de 20% do ano, dez vezes mais do que em 2005. O índice é "alto" 70% do tempo e "médio" menos de 10% do tempo. De acordo com o jornal Le Monde: "Também se deve acrescentar que a API é incrivelmente tolerante. Calculado com base na concentração dos cinco principais poluentes, o índice de Hong Kong faz com que os limiares de exposição considerados perigosos pela Organização Mundial de Saúde (OMS) pareçam ser aceitáveis para o grande público. A Universidade de Hong Kong estima que 3 200 mortes por ano são atribuíveis à poluição do ar. No entanto, de acordo com um dos autores do estudo, "estes números são mínimos e só têm em conta os efeitos a curto prazo da poluição na saúde da população. O impacto total será muito maior quando os resultados dos estudos de coorte de longo prazo forem integrados. "A poluição também causa 160 mil dias de hospitalização e mais de 7 milhões de consultas médicas por ano, a um custo de 40 bilhões de dólares para o governo de Hong Kong.
Hong Kong enfrenta quantidades cada vez maiores de resíduos electrónicos. Mais de 70 mil toneladas de materiais eletrônicos são produzidas lá a cada ano, e Hong Kong é considerado o "caixote do lixo eletrônico asiático" devido à importação de resíduos, a maioria dos quais vem dos Estados Unidos. Centenas de aterros sanitários foram criados nos últimos anos.
Apesar da densidade populacional, Hong Kong foi relatada como uma das cidades mais verdes da Ásia. A maioria das pessoas moram em flats e arranha-céus. O espaço aberto restante é geralmente coberto por jardins, florestas e arbustos. Cerca de 60% da terra é designada como parques e reservais naturais. Caminhar e acampar são atividades externas populares nos parques localizados nas montanhas de Hong Kong. A longa e irregular costa de Hong Kong também oferece baías e praias para os habitantes da região. A preocupação com o meio ambiente está aumentando, já que Hong Kong também se classifica entre as cidades com o ar mais poluído do mundo. Estima-se que 70% a 80% da poluição do ar da cidade venha do outro lado do delta do Rio das Pérolas, de Macau e da China continental.

### Clima
Situado ao sul do Trópico de Câncer, o clima de Hong Kong é subtropical úmido (Cwa na classificação climática de Köppen-Geiger). O ar do verão é quente e úmido, com chuvas ocasionais e trovoadas, e quente que vem do sudoeste. É nesse período que tufões são mais comuns, muitas vezes resultando em inundações ou deslizamentos de terra. O inverno geralmente começa ensolarado e torna-se nublado e chuvoso em fevereiro, com a frente fria ocasional trazendo fortes ventos de arrefecimento do norte. As estações mais agradáveis são a primavera, embora mutável, e no outono, que é geralmente ensolarado e seco. Em ano há em média 1 836 horas de sol e 2 400 mm/ano de precipitação.
A temperatura mínima absoluta registrada em Hong Kong no Observatório foi de 0 °C em 18 de janeiro de 1893 e a máxima de 36,1 °C nos dias 19 de agosto de 1900 e 18 de agosto de 1990. O maior acumulado de precipitação em 24 horas foi de 534,1 mm em 19 de julho de 1926, sendo 1997 o ano de maior precipitação, quando caíram 3 343 mm. O menor índice de umidade relativa do ar foi de apenas 10%, observado em 10 de janeiro de 1959. A maior rajada de vento atingiu 259 km/h em 1° de setembro de 1962.
| Dados climatológicos para Hong Kong (Observatório)                                       | Dados climatológicos para Hong Kong (Observatório) | Dados climatológicos para Hong Kong (Observatório) | Dados climatológicos para Hong Kong (Observatório) | Dados climatológicos para Hong Kong (Observatório) | Dados climatológicos para Hong Kong (Observatório) | Dados climatológicos para Hong Kong (Observatório) | Dados climatológicos para Hong Kong (Observatório) | Dados climatológicos para Hong Kong (Observatório) | Dados climatológicos para Hong Kong (Observatório) | Dados climatológicos para Hong Kong (Observatório) | Dados climatológicos para Hong Kong (Observatório) | Dados climatológicos para Hong Kong (Observatório) | Dados climatológicos para Hong Kong (Observatório) |
| Mês                                                                                      | Jan                                                | Fev                                                | Mar                                                | Abr                                                | Mai                                                | Jun                                                | Jul                                                | Ago                                                | Set                                                | Out                                                | Nov                                                | Dez                                                | Ano                                                |
| ---------------------------------------------------------------------------------------- | -------------------------------------------------- | -------------------------------------------------- | -------------------------------------------------- | -------------------------------------------------- | -------------------------------------------------- | -------------------------------------------------- | -------------------------------------------------- | -------------------------------------------------- | -------------------------------------------------- | -------------------------------------------------- | -------------------------------------------------- | -------------------------------------------------- | -------------------------------------------------- |
| Temperatura máxima recorde (°C)                                                          | 26,9                                               | 28,3                                               | 30,1                                               | 33,4                                               | 35,5                                               | 35,6                                               | 35,7                                               | 36,1                                               | 35,2                                               | 34,3                                               | 31,8                                               | 28,7                                               | 36,1                                               |
| Temperatura máxima média (°C)                                                            | 18,6                                               | 18,9                                               | 21,4                                               | 25                                                 | 28,4                                               | 30,2                                               | 31,4                                               | 31,1                                               | 30,1                                               | 27,8                                               | 24,1                                               | 20,2                                               | 25,6                                               |
| Temperatura média (°C)                                                                   | 16,3                                               | 16,8                                               | 19,1                                               | 22,6                                               | 25,9                                               | 27,9                                               | 28,8                                               | 28,6                                               | 27,7                                               | 25,5                                               | 21,8                                               | 17,9                                               | 23,2                                               |
| Temperatura mínima média (°C)                                                            | 14,5                                               | 15                                                 | 17,2                                               | 20,8                                               | 24,1                                               | 26,2                                               | 26,8                                               | 26,6                                               | 25,8                                               | 23,7                                               | 19,8                                               | 15,9                                               | 21,4                                               |
| Temperatura mínima recorde (°C)                                                          | 0                                                  | 2,4                                                | 4,8                                                | 9,9                                                | 15,4                                               | 19,2                                               | 21,7                                               | 21,6                                               | 18,4                                               | 13,5                                               | 6,5                                                | 4,3                                                | 0                                                  |
| Precipitação (mm)                                                                        | 24,7                                               | 54,4                                               | 82,2                                               | 174,7                                              | 304,7                                              | 456,1                                              | 376,5                                              | 432,2                                              | 327,6                                              | 100,9                                              | 37,6                                               | 26,8                                               | 2 398,4                                            |
| Dias com precipitação                                                                    | 5,4                                                | 9,1                                                | 10,9                                               | 12                                                 | 14,7                                               | 19,1                                               | 17,6                                               | 16,9                                               | 14,7                                               | 7,4                                                | 5,5                                                | 4,5                                                | 137,8                                              |
| Umidade relativa (%)                                                                     | 74                                                 | 80                                                 | 82                                                 | 83                                                 | 83                                                 | 82                                                 | 81                                                 | 81                                                 | 78                                                 | 73                                                 | 71                                                 | 69                                                 | 78                                                 |
| Insolação (h)                                                                            | 143                                                | 94,2                                               | 90,8                                               | 101,7                                              | 140,4                                              | 146,1                                              | 212                                                | 188,9                                              | 172,3                                              | 193,9                                              | 180,1                                              | 172,2                                              | 1 835,6                                            |
| Fonte: Observatório de Hong Kong (normais 1981-2010, extremos 1884-1939 e 1947-presente) |                                                    |                                                    |                                                    |                                                    |                                                    |                                                    |                                                    |                                                    |                                                    |                                                    |                                                    |                                                    |                                                    |

## Demografia

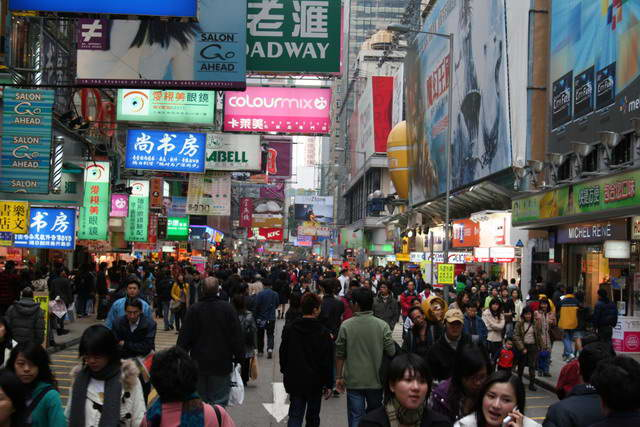
Hong Kong é uma das áreas mais densamente povoadas do planeta, com 6 200 pessoas por km²

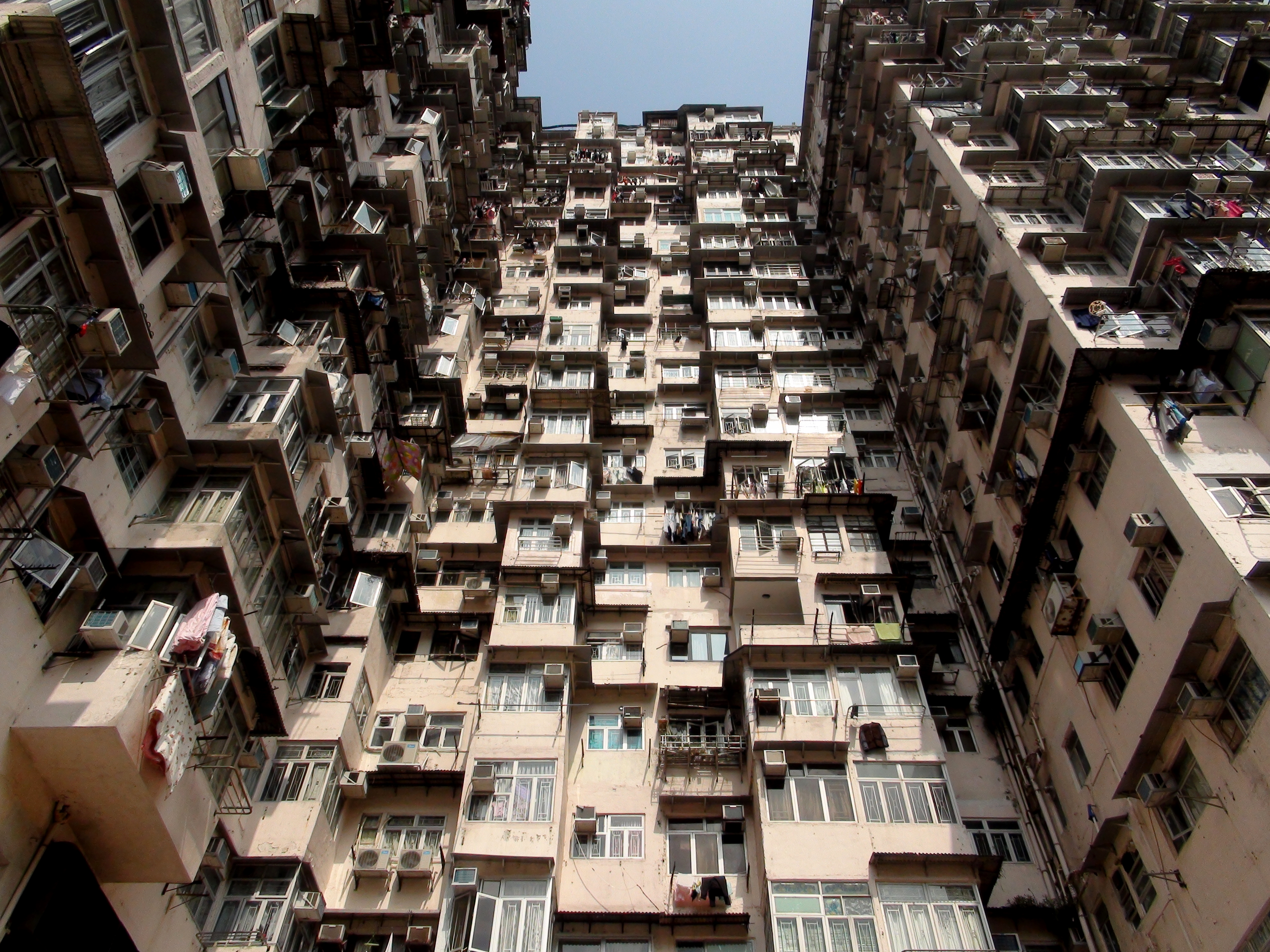
Unidades de apartamentos em Quarry Bay

A população de Hong Kong cresceu principalmente durante a década de 1990, alcançando 7,4 milhões em 2018. Hong Kong é a quinta maior região metropolitana da RPC por população. Por ser considerado como um território, Hong Kong é um dos países/dependências mais densamente populadas do mundo, com uma densidade geral de mais de 6,2 mil pessoas por km². Hong Kong possui uma taxa de fecundidade de 0,94 filhos por mulher, uma das menores do mundo, e muito abaixo dos 2,1 filhos por mulher necessários para manter o nível de população igual. No entanto, a população está em constante crescimento devido à imigração de cerca de 45 mil pessoas por ano vindas da China continental.

### Composição étnica e idiomas
Cerca de 96% da população de Hong Kong é chinesa, a maioria cantonesa. Grupos como Hakka e Teochew também são importantes. Utilizando em questões governamentais, o cantonês é falado pela maioria da população local chinesa em casa e no trabalho, apesar de o inglês também ser compreendido e falado por mais de um terço da população. Desde a passagem de Hong Kong do Reino Unido para a RPC, um novo grupo de imigrantes da China continental aumentou a diversidade étnica da população chinesa e causou um aumento no desenvolvimento do mandarim no território. Os 4% restantes da população são compostos por não chineses, que formam um grupo visível, apesar de seus números pequenos.
Nesse grupo está uma significativa população sul-asiática, que inclui algumas das famílias mais ricas de Hong Kong. Mais de 15 mil vietnamitas, que vieram a Hong Kong como refugiados, tornaram-se residentes permanentes, a maioria sobrevivendo de trabalho informal. Cerca de 140 000 filipinas trabalham em Hong Kong como babás e empregadas domésticas a, conhecidas localmente como amah ou feiyungs. Outros trabalhadores similares vêm da Tailândia e Indonésia. Nos domingos e feriados públicos, milhares desses trabalhadores, a maioria mulheres, vão para a Área Central para socializar. Há também um número de europeus, norte-americanos, japoneses e coreanos, a maioria trabalhando no setor financeiro. Os países que registram o maior número de imigrantes são as Filipinas (132 770), a Indonésia (95 460) e os Estados Unidos (31 330).

## Governo e política

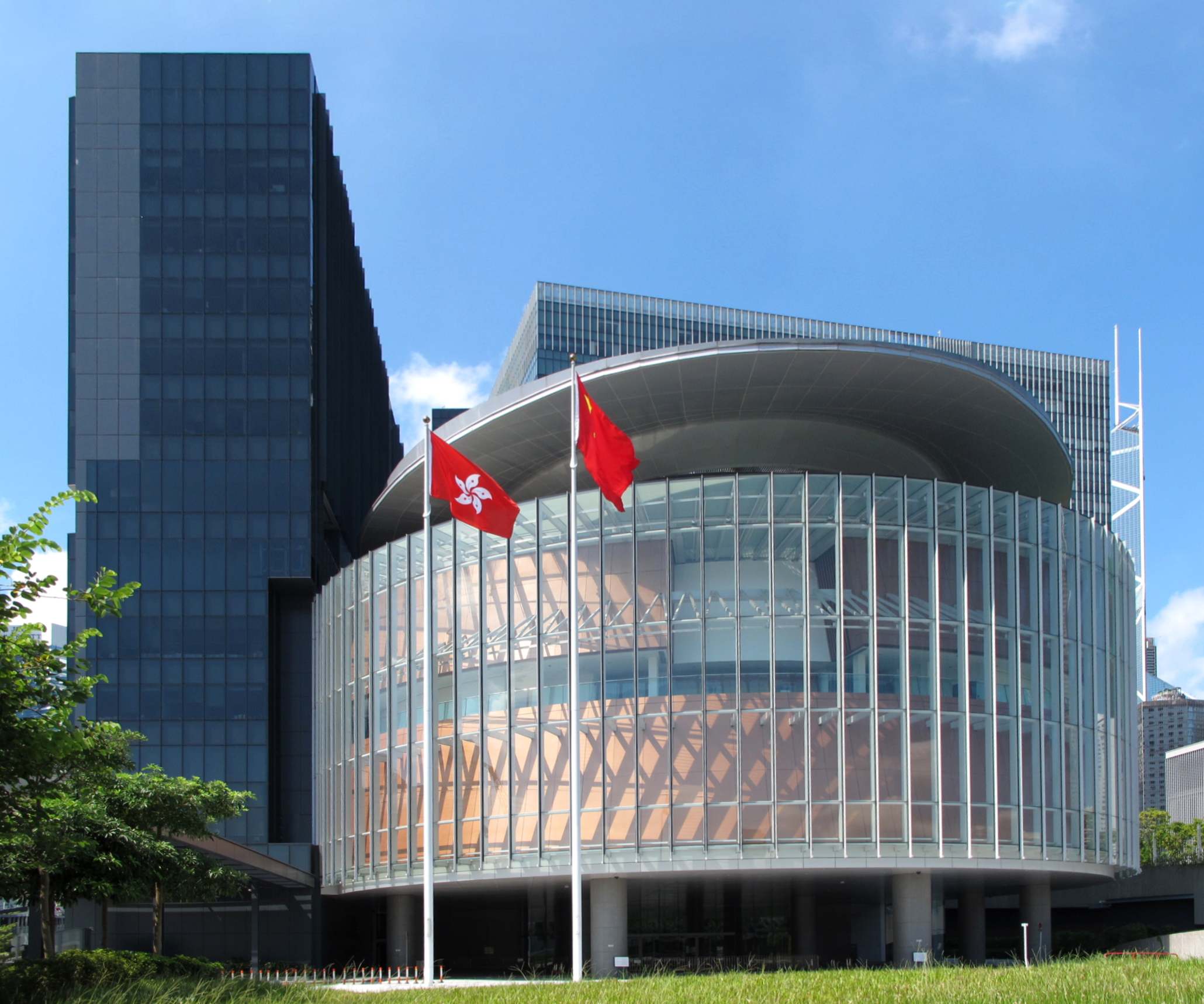
Sede do Conselho Legislativo de Hong Kong

Em conformidade com a Declaração Conjunta Sino-Britânica, e com o princípio subjacente da política "um país, dois sistemas", Hong Kong tem um "elevado grau de autonomia como uma região administrativa especial em todas as áreas, exceto a defesa e política externa." A declaração estipula que a região mantenha seu sistema econômico capitalista e garante os direitos e as liberdades de sua população por, pelo menos, 50 anos após a entrega de 1997. As garantias sobre a autonomia do território e os direitos individuais e liberdades estão consagrados na Constituição, a Lei Básica de Hong Kong, que descreve o sistema de governo da Região Administrativa Especial Hong Kong, mas que está sujeita à interpretação do Comitê Permanente do Congresso Nacional do Povo (CPCNP).
Os principais pilares do governo são os Conselhos Executivo e Legislativo, os serviço civis e o Judiciário. O Conselho Executivo é dirigido pelo Chefe do Executivo que é eleito por sufrágio indirecto pela Comissão Eleitoral e, em seguida, nomeado pelo Governo Popular Central. O serviço civil é um órgão politicamente neutro, que implementa políticas e fornece serviços de governo. O Conselho Legislativo tem 70 membros, metade das quais são diretamente eleitos por sufrágio universal, por todos os residentes permanentes de Hong Kong que sejam adultos, de acordo com o local do seu domicílio nas cinco circunscrições geográficas. A outra metade é eleita por sufrágio indirecto, por circunscrições funcionais, isto é, por grupos restritos de pessoas individuais e/ou colectivas (ex: empresas, associações ou organizações locais) que pertençam ou representam os interesses de determinados sectores sócio-económicos considerados importantes de Hong Kong. O Conselho é presidido pelo Presidente do Conselho Legislativo, que serve como porta-voz. Os juízes são nomeados pelo Chefe do Executivo sobre a recomendação de uma comissão independente.

## Divisões administrativas
Hong Kong consiste em 18 distritos administrativos:
1. Ilhas
2. Kwai Tsing (Kwai Chung e Tsing Yi)
3. Norte
4. Sai Kung
5. Sha Tin
6. Tai Po
7. Tsuen Wan
8. Tuen Mun
9. Yuen Long
10. Cidade de Kowloon
11. Kwun Tong
12. Sham Shui Po
13. Wong Tai Sin
14. Yau Tsim Mong (Yau Ma Tei, Tsim Sha Tsui e Mong Kok)
15. Central e Ocidental
16. Oriental
17. Sul
18. Wan Chai

Os distritos surgiram a partir de 1999 como unidades de gestão locais de Hong Kong.

## Economia

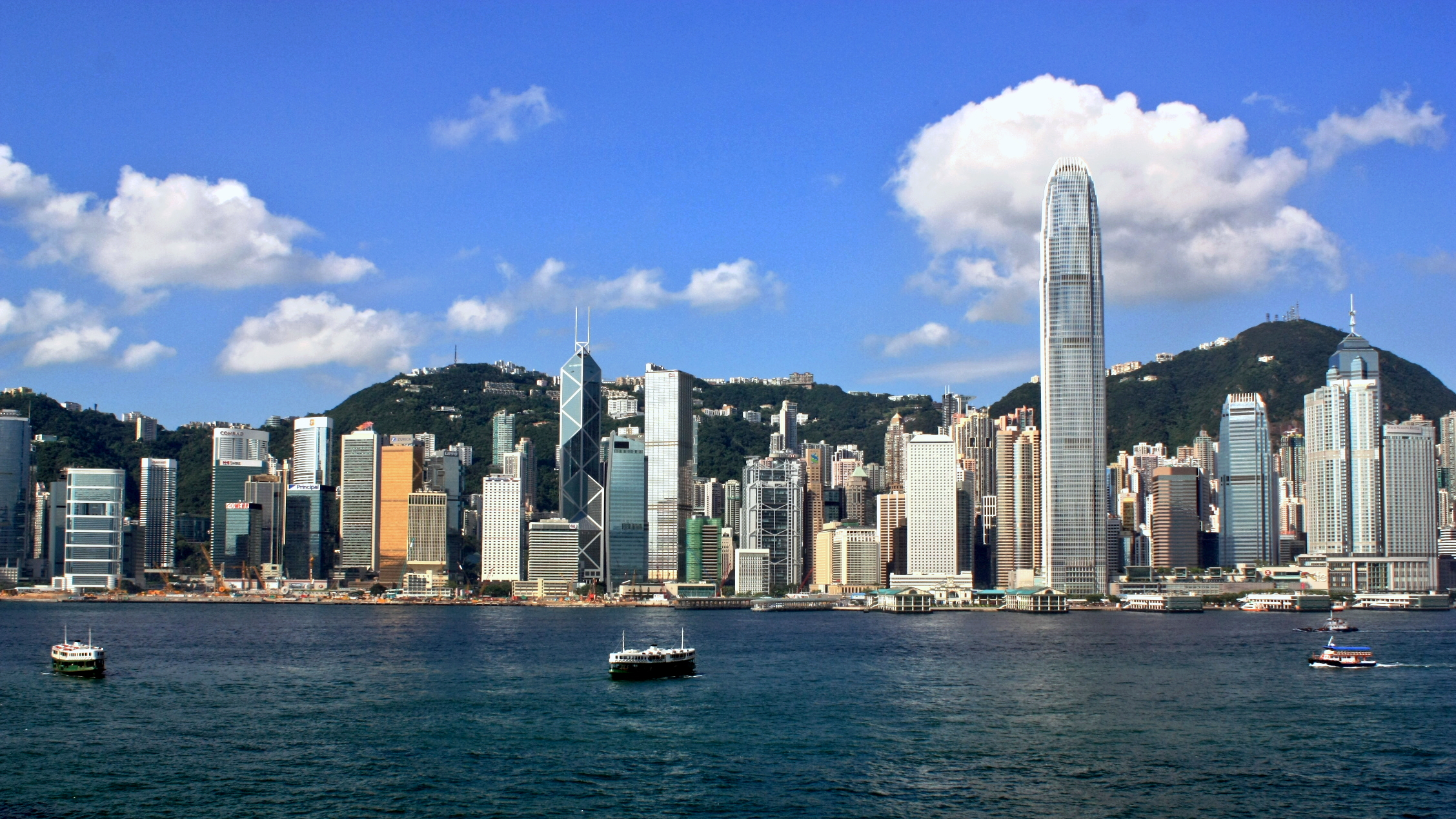
O Two International Finance Centre em meio aos outros arranha-céus do centro financeiro de Hong Kong

Segundo o Banco Mundial, a economia de Hong Kong é a 30ª do mundo. Hong Kong possui a economia menos restrita do mundo e é basicamente livre de taxas. É a 10ª maior entidade de comércio e o 11º maior centro bancário do mundo. A presença dominante do comércio mundial está refletida no número de consulados localizados no território: em junho de 2005, Hong Kong possuía 107 consulados e consulados-gerais, mais do que qualquer outra cidade no mundo. Nova Iorque, sede das Nações Unidas, possui 93 consulados.
Hong Kong possui recursos naturais limitados e maioria da comida e materiais brutos são importados. De fato, as importações e exportações (incluindo re-exportações) excedem o PIB de Hong Kong. Hong Kong possui várias ligações comerciais e investimentos com a República Popular da China que já existiam até mesmo antes de 1º de julho de 1997. Essas ligações permitem que Hong Kong seja o agente central entre a República da China em Taiwan e a República Popular da China, no continente. O setor de serviços representou 86,5% do PIB em 2001. O território, com um setor bancário altamente sofisticado e boas ligações de comunicação, é sede de muitas empresas multinacionais na Ásia.

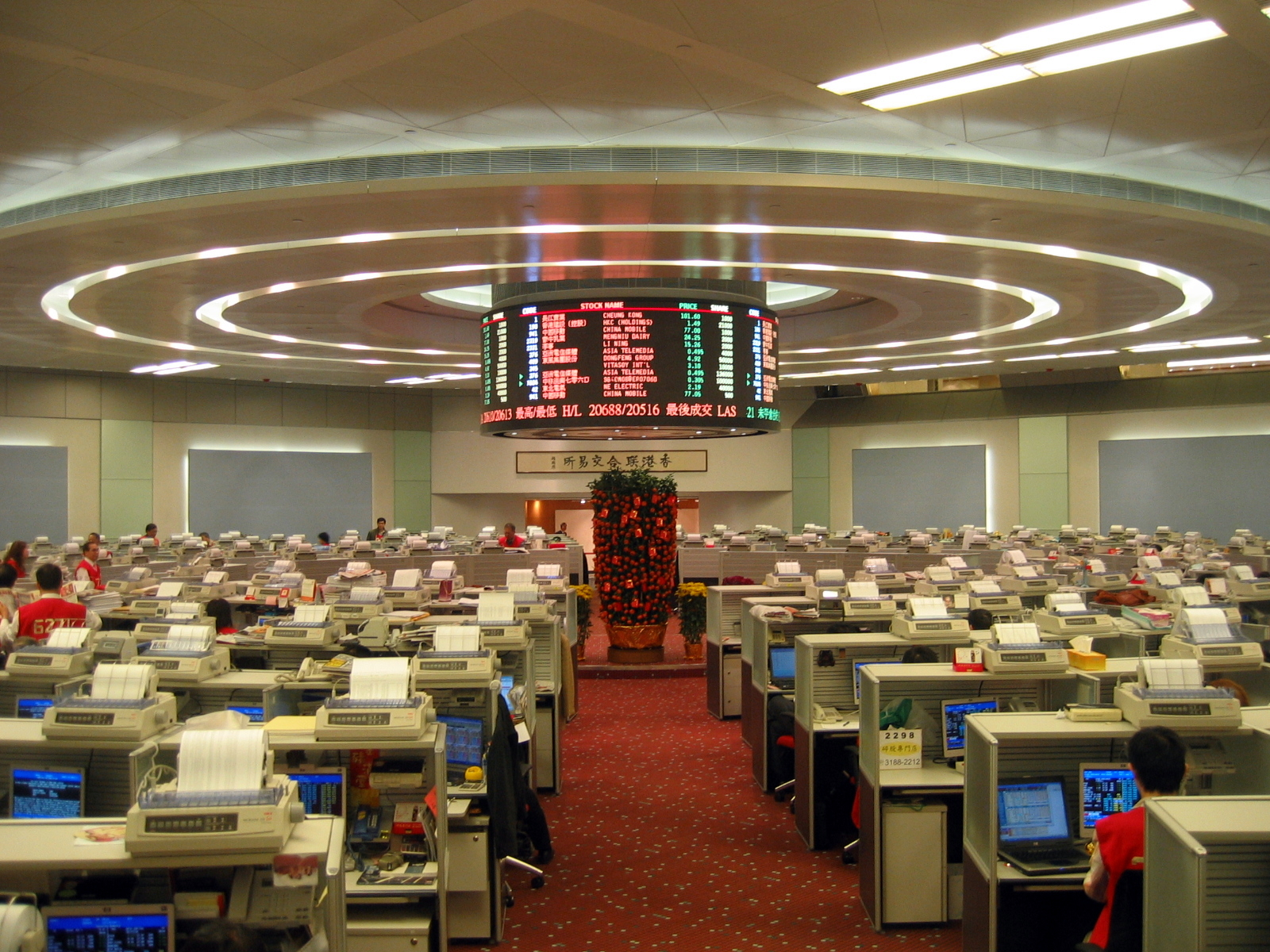
Interior da Bolsa de Valores de Hong Kong

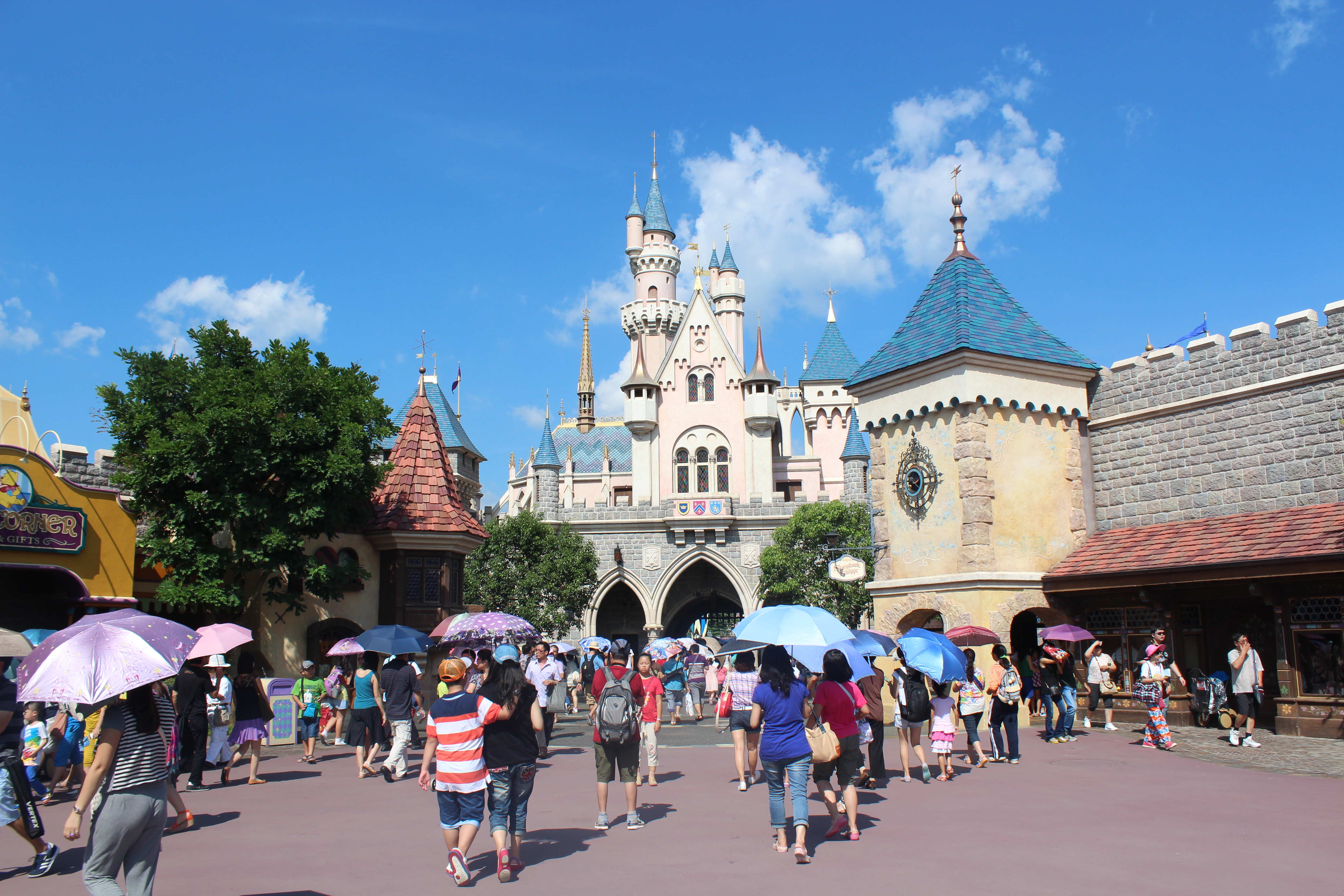
Parque temático Hong Kong Disneyland Resort

Com o PIB per capita nominal a US$ 24 080 em 2004, o número é um tanto menor que a média das quatro maiores economias da Europa Ocidental. No entanto, estaria em 11º lugar em termos de PIB per capita (base PPC) no mundo (US$ 32 292), que é mais alto que o do Japão (US$ 31 384), tornando Hong Kong um dos territórios mais ricos da Ásia.
O crescimento ficou com a alta média de 8,9% por ano em termos reais na década de 1970 e 7,2% por ano na década de 1980. Enquanto a economia direcionava-se mais para o setor de serviços (atualmente a manufatura é apenas 4% do PIB), o crescimento desacelerava para 2,7 por ano na década de 1990, incluindo uma queda de 5,3% em 1998, devido ao impacto da crise financeira asiática na demanda na região. O crescimento desde 2000 vem se mantendo numa média de 5,2% por ano no meio de forte deflação.
A economia logo voltou ao normal, mas teve outra grande queda em 2002, com a epidemia de SARS, reduzindo o crescimento no ano para 2,3%. No final de 2003, o alívio nas restrições de viagem impostas pela República Popular da China para Hong Kong fizeram com que o turismo crescesse e além disso, o retorno da confiança dos consumidores e crescimento sólido nas exportações fizeram com o crescimento aumentasse novamente, registrando uma média de 6,5% no primeiro semestre de 2005.
Para aumentar a cooperação econômica entre Hong Kong e a China continental, o Esquema de Visita Individual começou em 28 de julho de 2003, permitindo que viajantes de algumas cidades da China continental possam visitar Hong Kong sem o acompanhamento de um grupo de turistas. Como resultado, a indústria de turismo em Hong Kong teve um enorme crescimento devido ao aumento exponencial no número de visitantes vindos do continente. Com a abertura do Hong Kong Disneyland Resort, o aumento foi ainda maior.
Hong Kong faz parte do tratado internacional chamado APEC (Asia-Pacific Economic Cooperation), um bloco econômico que tem por objetivo transformar o Pacífico numa área de livre comércio e que engloba economias asiáticas, americanas e da Oceania. Junto com Coreia do Sul, Singapura e Taiwan, a rápida industrialização de Hong Kong fez com que a região ganhasse seu lugar como um dos quatro tigres asiáticos.

## Infraestrutura

### Transportes
Hong Kong possui uma rede de transporte sofisticada e altamente desenvolvida. Mais de 90% das viagens diárias são feitas em transporte público, a maior porcentagem do mundo. O cartão Octopus, um cartão de pagamento inteligente sem contato, é amplamente aceito em ferrovias, ônibus e balsas e pode ser usado para pagamento na maioria das lojas de varejo.
A Metrô de Hong Kong (MTR) é uma extensa rede ferroviária de passageiros, conectando 93 estações em todo o território. Com um número de passageiros diário superior a cinco milhões, o sistema atende 41% de todos os passageiros de transporte público da cidade e tem uma taxa de pontualidade de 99,9%. O serviço de trem entre fronteiras para Shenzhen é oferecido pela linha East Rail, e trens interurbanos de maior distância para Guangzhou, Xangai e Pequim são operados a partir da Estação Hung Hom. O serviço de conexão com o sistema ferroviário nacional de alta velocidade é fornecido na estação ferroviária de West Kowloon.
Embora os sistemas de transporte público lidem com a maioria do tráfego de passageiros, existem mais de 500 mil veículos particulares registrados em Hong Kong. Os automóveis dirigem à esquerda (ao contrário da China continental), devido à influência histórica do Império Britânico. O tráfego de veículos é extremamente congestionado nas áreas urbanas, exacerbado pelo espaço limitado para expandir as estradas e um número crescente de veículos. Mais de 18 000 táxis, facilmente identificáveis por sua cor brilhante, são licenciados para transportar motociclistas no território.
Os serviços de ônibus operam mais de 700 rotas em todo o território, como micro-ônibus que servem áreas que os ônibus padrão não alcançam com tanta frequência ou diretamente. As rodovias, organizadas com o Sistema Estratégico de Rota e Número de Saída de Hong Kong, conectam todas as principais áreas do território. A Ponte de Hong Kong-Macau-Zhuhai fornece uma rota direta para o lado oeste do estuário do Rio das Pérolas.
O Aeroporto Internacional de Hong Kong é o principal aeroporto do território. Mais de 100 companhias aéreas operam voos a partir do aeroporto, incluindo a Cathay Pacific, a Hong Kong Airlines, a transportadora regional Cathay Dragon, a companhia aérea de baixo custo HK Express e a Air Hong Kong. É o oitavo aeroporto mais movimentado pelo tráfego de passageiros e lida com o maior tráfego de carga aérea do mundo. A maior parte do tráfego privado de aviação recreativa voa pelo Aeródromo de Shek Kong, sob a supervisão do Clube de Aviação de Hong Kong.
O Star Ferry opera duas linhas de balsas através do porto de Victoria para seus 53 mil passageiros diários. As balsas também servem ilhas periféricas inacessíveis por outros meios. Barcos kai-to menores servem aos assentamentos costeiros mais remotos. A viagem de balsa para Macau e China continental também está disponível. Os juncos, que antes eram comuns nas águas de Hong Kong, não estão mais amplamente disponíveis e são usados em particular e no turismo.
O Peak Tram, o primeiro sistema de transporte público de Hong Kong, oferece transporte ferroviário funicular entre o centro e o Victoria Peak desde 1888. O Distrito Central e Ocidental possui um extenso sistema de escadas rolantes e pavimentos móveis, incluindo a escada rolante de Níveis Médios (o mais longo sistema de escada rolante coberta do mundo). Os bondes de Hong Kong cobrem uma parte da ilha de Hong Kong. O MTR opera seu sistema light rail, servindo os novos territórios do noroeste.

### Educação

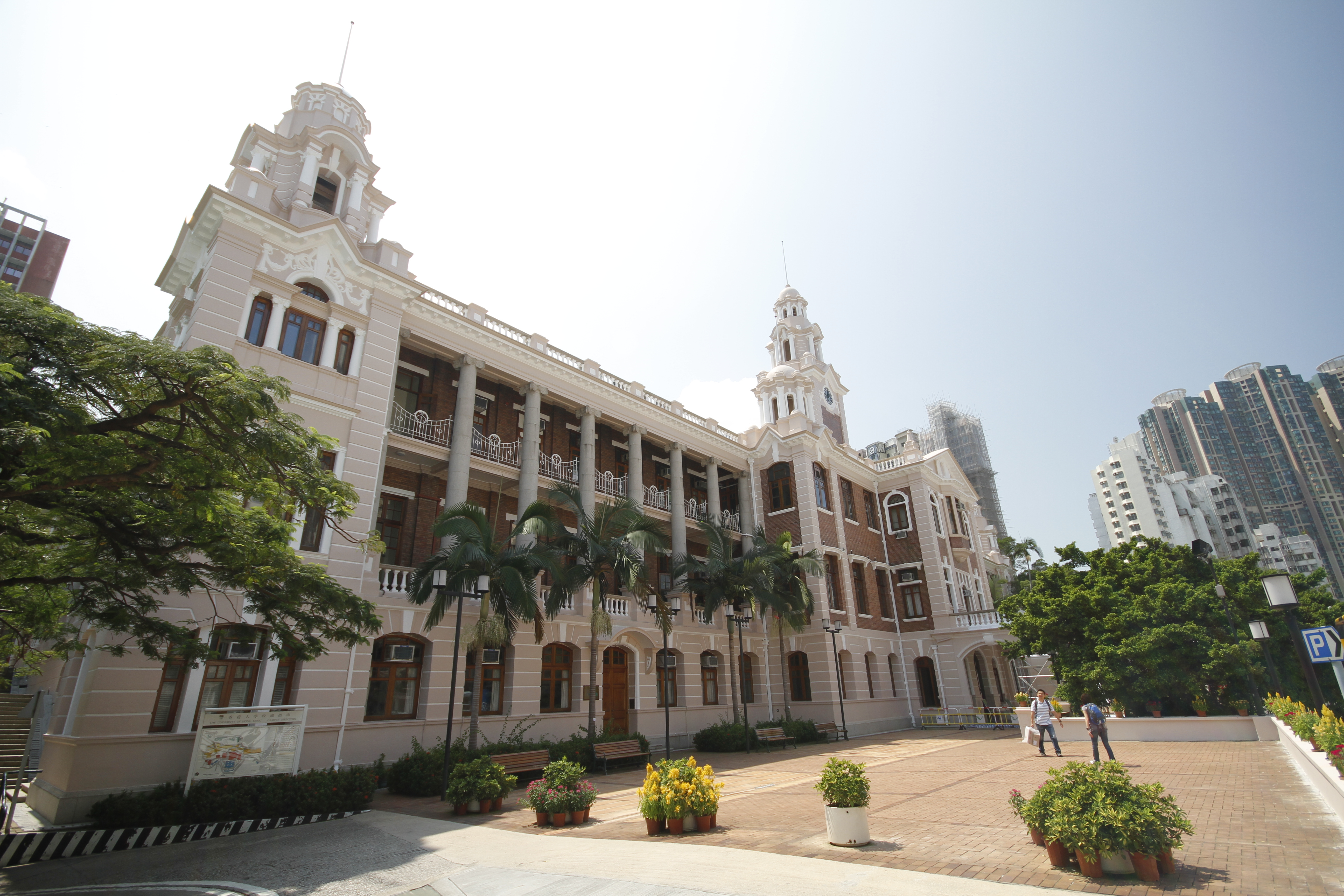
Universidade de Hong Kong

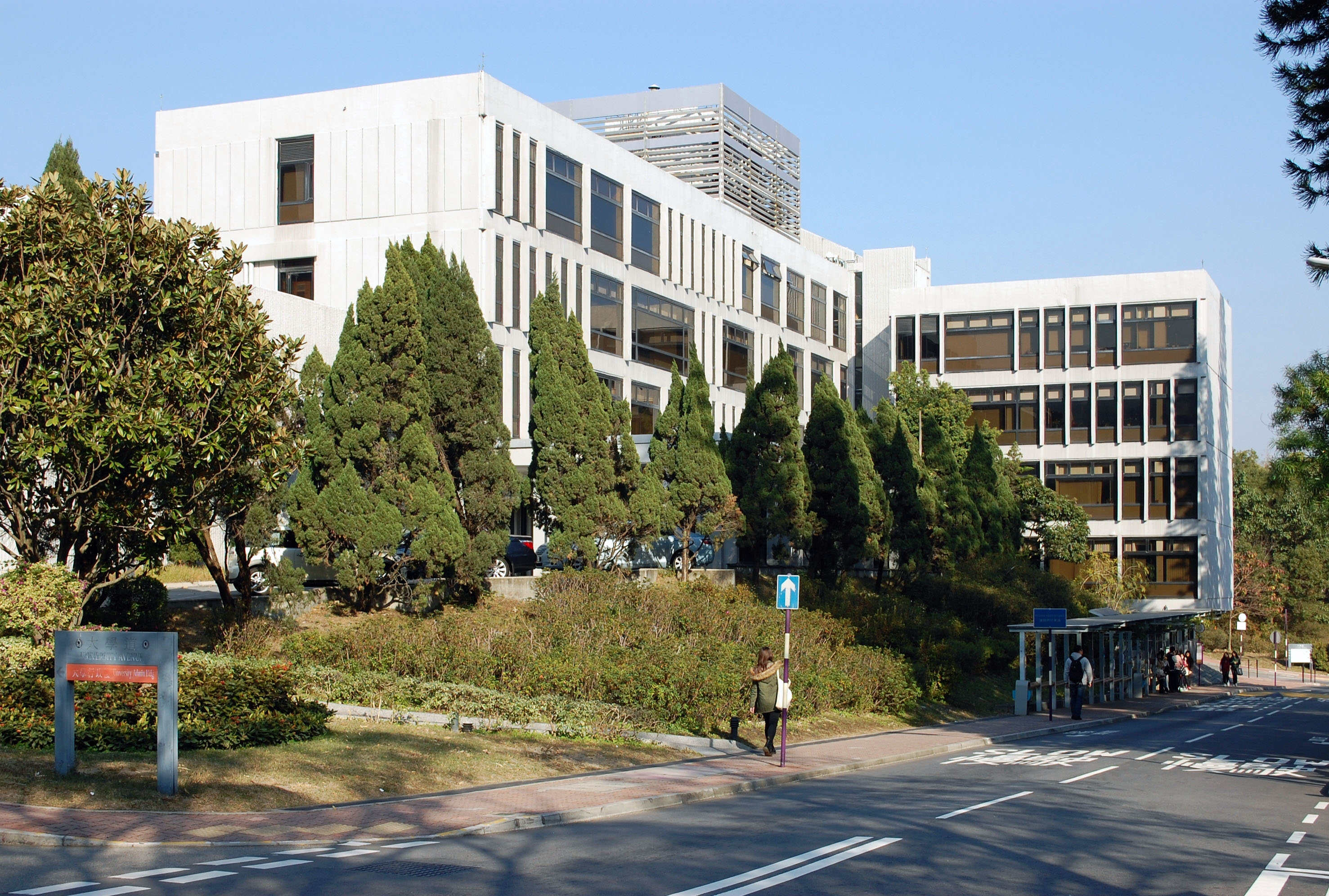
Universidade Chinesa de Hong Kong

A educação em Hong Kong é amplamente modelada de acordo com o sistema britânico, particularmente o sistema inglês. As crianças devem frequentar a escola a partir dos seis anos de idade até a conclusão do ensino médio, geralmente aos 18 anos. No final do ensino médio, todos os alunos fazem um exame público e ganham o Diploma de Ensino Secundário de Hong Kong após a conclusão bem-sucedida. Dos residentes com 15 anos ou mais de idade, 81,3% concluíram o ensino médio, 66,4% tinham o ensino médio completo, 31,6% cursavam um curso superior e 24% possuíam o diploma de bacharel ou superior. A educação obrigatória contribuiu para uma taxa de alfabetização de adultos de 95,7%. Menor que a de outras economias desenvolvidas, a taxa se deve ao afluxo de refugiados da China continental durante a era colonial do pós-guerra. Grande parte da população idosa não recebeu educação formal devido à guerra e à pobreza.
As escolas se enquadram em três categorias: escolas públicas, totalmente administradas pelo governo; escolas subsidiadas, incluindo escolas governamentais de auxílio e concessão; e escolas particulares, geralmente aquelas administradas por organizações religiosas e que baseiam as admissões no mérito acadêmico. Essas escolas estão sujeitas às diretrizes curriculares fornecidas pelo Departamento de Educação. As escolas particulares subsidiadas pelo Esquema de Subsídio Direto e as escolas internacionais ficam fora deste sistema e podem optar por usar currículos diferentes e ensinar com base em outros idiomas.
O governo mantém uma política de "instrução na língua materna"; as escolas usam o cantonês como meio de instrução, com educação escrita em chinês e inglês. As escolas secundárias enfatizam o "bi-alfabetismo e o multilinguismo", que incentivou a proliferação do ensino da língua falada em mandarim. Hong Kong tem dez universidades em seu território. A Universidade de Hong Kong foi fundada como o primeiro instituto de ensino superior da cidade durante o início do período colonial em 1911. A Universidade Chinesa de Hong Kong foi fundada em 1963 para suprir a necessidade de uma universidade que ensinasse o uso do chinês como sua principal língua de instrução. Juntamente com a Universidade de Ciência e Tecnologia de Hong Kong e a Universidade da Cidade de Hong Kong, essas universidades estão classificadas entre as melhores da Ásia. A Universidade Politécnica de Hong Kong, a Universidade Batista de Hong Kong, a Universidade de Lingnan, a Universidade de Educação de Hong Kong, a Universidade Aberta de Hong Kong e a Universidade Shue Yan de Hong Kong foram estabelecidas nos anos subseqüentes.

## Cultura

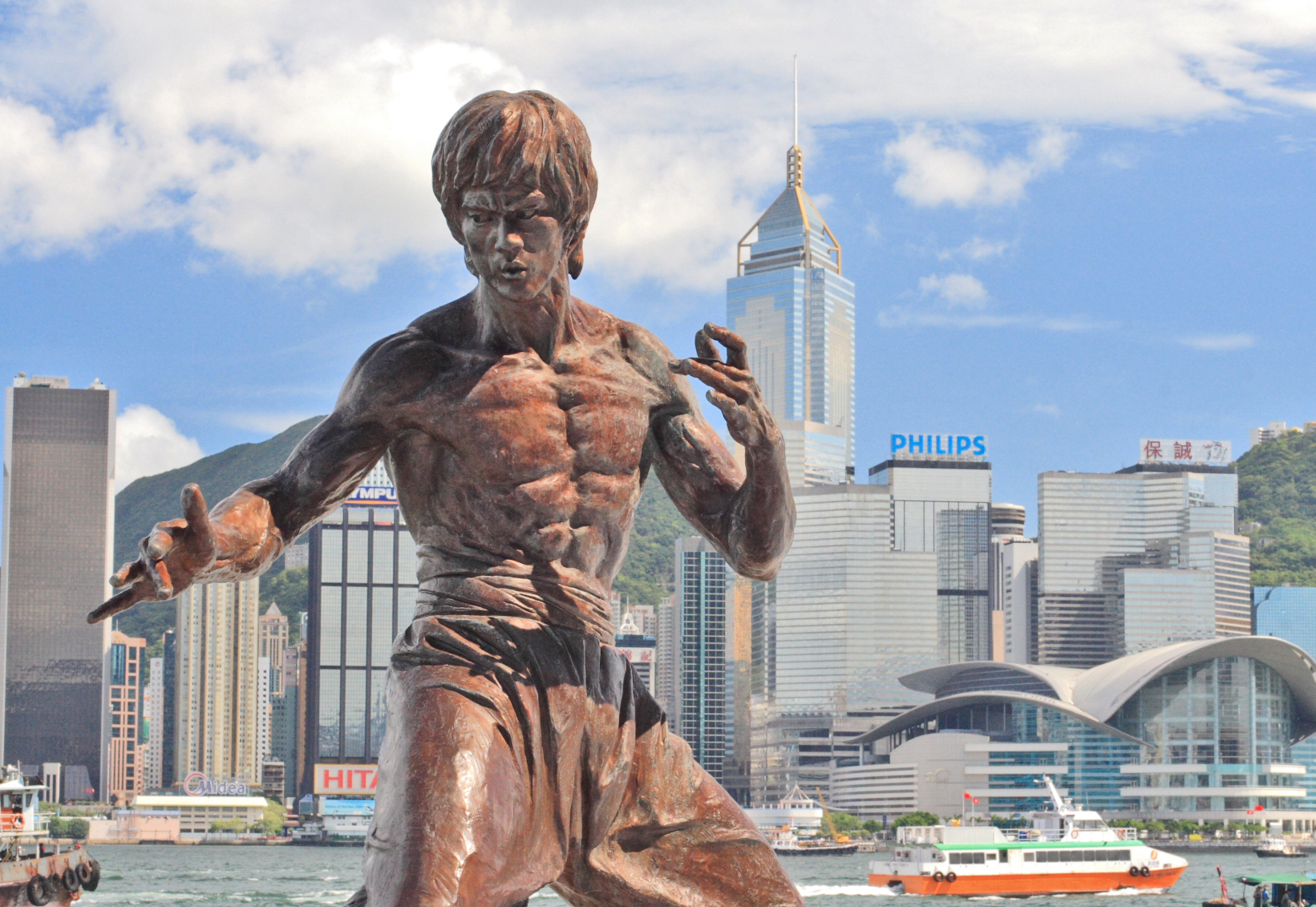
Estátua de Bruce Lee em Hong Kong, um tributo às artes marciais da cidade

Hong Kong é frequentemente descrita como um lugar onde "o Oriente encontra o Ocidente", refletindo a combinação da cultura de raízes do território chinês com a cultura trazida a ela durante seu tempo como uma colônia britânica. Uma das contradições mais perceptíveis é o balanceamento de Hong Kong de uma forma modernizada de vida com práticas tradicionais chinesas. Conceitos como feng shui são levados muito a sério, com projetos de construção caros, muitas vezes com a contratação de consultores especializados, e muitas vezes são acreditados para fazer ou acabar um negócio comercial. Outros objetos como os espelhos Ba Gua ainda são utilizados para desviar os maus espíritos e aos edifícios frequentemente falta qualquer piso número que tem um 4, devido à sua semelhança com a palavra "morrer" no idioma chinês. A fusão de Oriente e Ocidente também caracteriza a culinária de Hong Kong.
Hong Kong é um reconhecido centro mundial do comércio, e se autodenomina um "centro de entretenimento". Suas artes marciais gênero de filme ganhou um alto nível de popularidade nos anos 1960 e 1970. Diversos executantes e artistas marciais têm origem de Hong Kong, nomeadamente Bruce Lee, Jackie Chan, Chow Yun-Fat e Yuen Woo-ping. Uma série de filmes e marketings também alcançaram fama em Hollywood, como John Woo, Wong Kar-wai e Stephen Chow. Homegrown filmes como Chungking Express, Infernal Affairs, Shaolin Soccer, Rumble in the Bronx e In the Mood for Love ganharam reconhecimento internacional. Hong Kong é o centro de música pop, que chama a sua influência de outras formas de música chinesa e gêneros ocidentais, e tem uma base de fãs multinacionais.

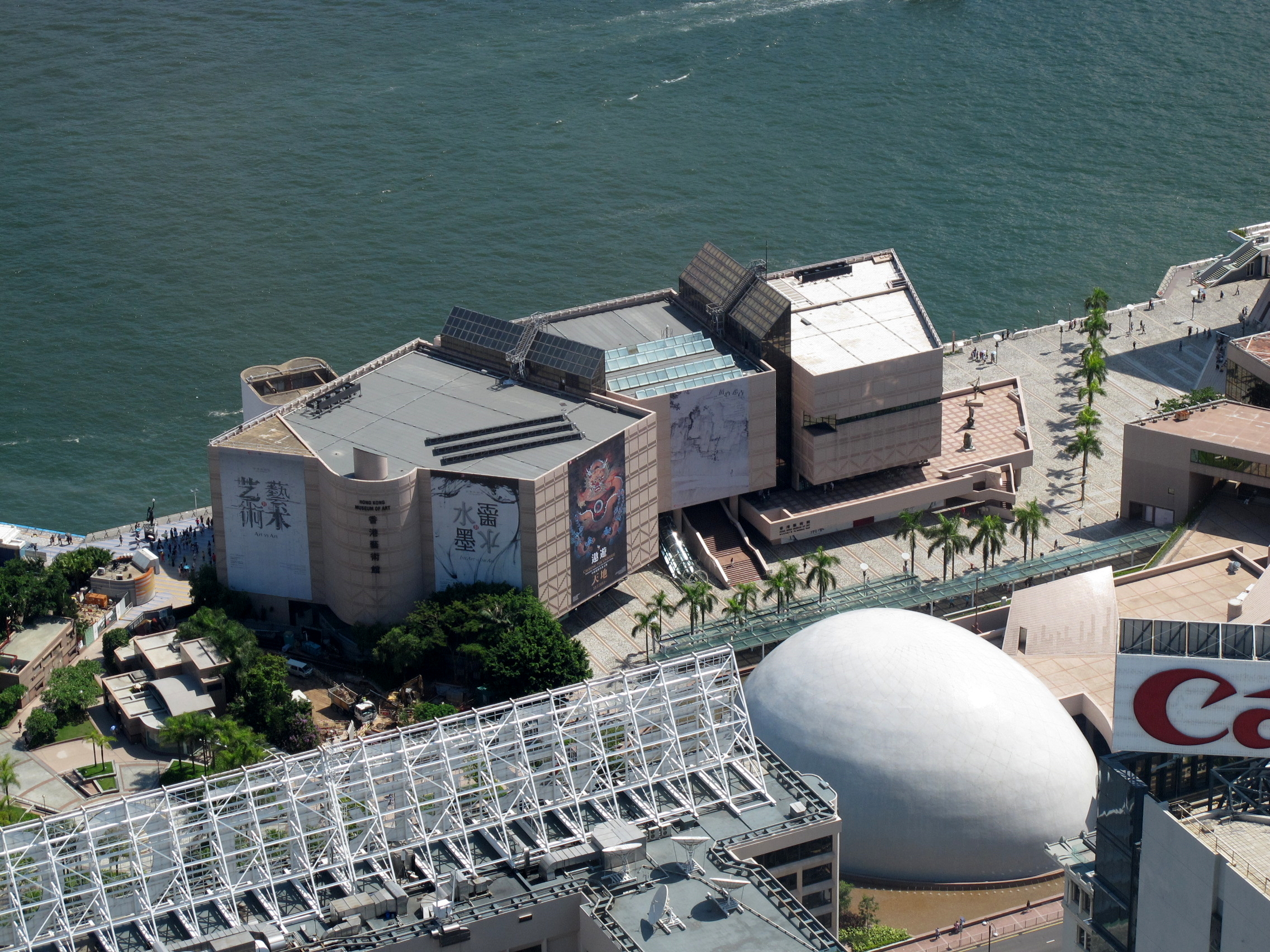
Vista aérea do Museu de Arte de Hong Kong.

O governo de Hong Kong oferece apoio a instituições culturais, como o Museu de Arte de Hong Kong e a Orquestra Filarmônica de Hong Kong. Além disso, o governo subsidia patrocinadores e executores internacionais. Muitas atividades culturais internacionais são organizadas pelo governo.
Hong Kong tem uma radiodifusão terrestre licenciada — TVB. Esta emissora tem cerca de 11 canais digitais, sendo 1 em inglês e o restante em chinês, a maioria em cantonês e alguns em mandarim. Existem três locais e um número de fornecedores estrangeiros de serviços de cabo e satélite. A produção de dramas de Hong Kong, de séries de comédia e de variedades atingem o público em todo o mundo de língua chinesa. Editores de jornais em Hong Kong distribuem e imprimem revistas e jornais tanto em chinês quanto em inglês, com um foco no sensacionalismo e fofocas sobre celebridades. Os meios de comunicação são relativamente livres da interferência oficial em comparação com a China continental, embora a Far Eastern Economic Review aponte para os sinais de autocensura por jornais cujos donos têm ligações estreitas com ou interesses comerciais da China, mas afirmam que até mesmo meios de comunicação ocidentais não estão imunes ao crescente poder econômico chinês.

### Esportes
Apesar de sua pequena área, o território abriga uma variedade de instalações esportivas e recreativas. A cidade já sediou vários eventos esportivos importantes, incluindo os Jogos da Ásia Oriental de 2009, os eventos equestres dos Jogos Olímpicos de Verão de 2008 e o Troféu Premier League Ásia de 2007. O território acolhe regularmente os Hong Kong Sevens, a maratona de Hong Kong, o clássico de tênis de Hong Kong e a Copa do Ano Novo Lunar, além de ter sediado a inauguração da Copa da Ásia e da Copa da Dinastia de 1995.

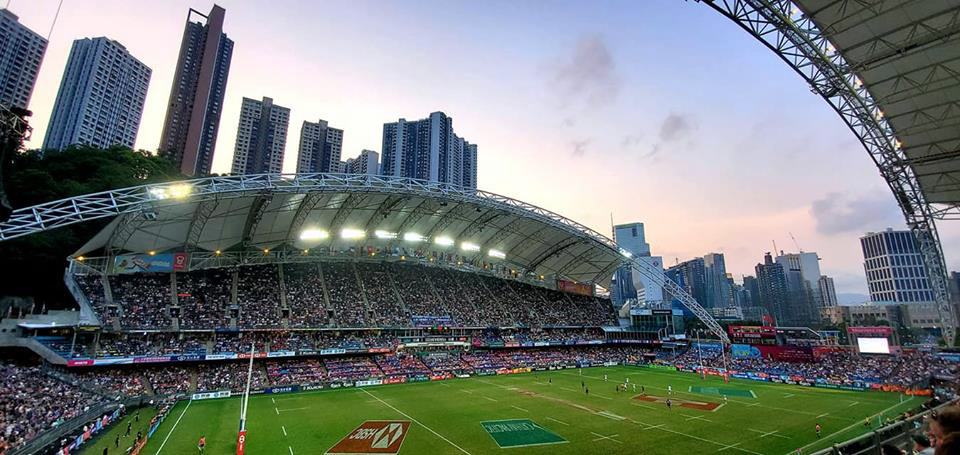
Estádio Hong Kong

Hong Kong se representa separadamente da China continental, com equipes esportivas próprias em competições internacionais. O território participa de quase todos os Jogos Olímpicos de Verão desde 1952 e conquistou três medalhas. Lee Lai Shan ganhou a primeira e única medalha de ouro olímpica do território nos Jogos Olímpicos de Atlanta em 1996. Os atletas de Hong Kong conquistaram 126 medalhas nos Jogos Paraolímpicos e 17 nos Jogos da Commonwealth. Como já não faz parte da Comunidade das Nações, a última aparição da cidade neste campeonato foi em 1994.
As corridas de barcos-dragão se originaram como uma cerimônia religiosa realizada durante o Festival Tuen Ng. A corrida foi retomada como um esporte moderno, como parte dos esforços do Conselho de Turismo para promover a imagem de Hong Kong no exterior. A primeira competição moderna foi organizada em 1976 e as equipes estrangeiras começaram a competir na primeira corrida internacional em 1993.
O Hong Kong Jockey Club, o maior contribuinte do território, detém o monopólio do jogo e fornece mais de sete por cento da receita do governo. Três formas de jogo são legais em Hong Kong: loterias e apostas em corridas de cavalos e futebol.

#### Livros
- Ban, Biao 班彪; Ban, Gu 班固; Ban, Zhao 班昭 (111). 地理志 [Treatise on geography]. Book of Han (em chinês). 28. [S.l.: s.n.] OCLC 4342548
- Barber, Nicola (2004). Hong Kong. [S.l.]: Gareth Stevens. ISBN 978-0-8368-5198-4
- Bishop, Kevin; Roberts, Annabel (1997). China's Imperial Way. [S.l.]: Odyssey Publications. ISBN 978-962-217-511-2
- Buckley, Roger (1997). Hong Kong: The Road to 1997. [S.l.]: Cambridge University Press. ISBN 978-0-521-46979-1
- Carroll, John (2007). A Concise History of Hong Kong. [S.l.]: Rowman & Littlefield. ISBN 978-0-7425-3422-3
- Chan, Cecilia; Chow, Amy (2006). Death, Dying and Bereavement: a Hong Kong Chinese Experience. [S.l.]: Hong Kong University Press. ISBN 978-962-209-787-2
- Chan, Shun-hing; Leung, Beatrice (2003). Changing Church and State Relations in Hong Kong, 1950–2000. [S.l.]: Hong Kong University Press. ISBN 962-209-612-3
- Chu, Cindy Yik-yi (2005). Foreign Communities in Hong Kong, 1840s–1950s. [S.l.]: Palgrave Macmillan. ISBN 978-1-4039-8055-7
- Chu, Yiu-wai (2017). Hong Kong Cantopop: A Concise History. [S.l.]: Hong Kong University Press. ISBN 978-988-8390-58-8
- Courtauld, Caroline; Holdsworth, May; Vickers, Simon (1997). The Hong Kong Story. [S.l.]: Oxford University Press. ISBN 978-0-19-590353-9
- Curry, Janel; Hanstedt, Paul (2014). Reading Hong Kong, Reading Ourselves. [S.l.]: City University of Hong Kong Press. ISBN 978-962-937-235-4
- Cushman, Jennifer Wayne (1993). Fields from the Sea: Chinese Junk Trade with Siam During the Late Eighteenth and Early Nineteenth Centuries. [S.l.]: Cornell Southeast Asia Program. ISBN 978-0-87727-711-8
- Davis, Sir John Francis (1841). Sketches of China: partly during an inland journey of four months, between Peking, Nanking, and Canton; with notices and observations relative to the present war. 1. [S.l.]: Charles Knight & Co. OCLC 491627420
- Dodsworth, John; Mihaljek, Dubravko (1997). Hong Kong, China: Growth, Structural Change, and Economic Stability During the Transition. [S.l.]: International Monetary Fund. ISBN 978-1-55775-672-5
- Edmonds, Richard L. (2002). China and Europe Since 1978: A European Perspective. [S.l.]: Cambridge University Press. ISBN 978-0-521-52403-2
- Empson, Hal (1992). Mapping Hong Kong: A Historical Atlas. [S.l.]: Government Information Services. OCLC 29939947
- Erni, John Nguyet; Leung, Lisa Yuk-ming (2014). Understanding South Asian Minorities in Hong Kong. [S.l.]: Hong Kong University Press. ISBN 978-988-8208-34-0
- Fowler, Jeaneane D.; Fowler, Merv (2008). Chinese Religions: Beliefs and Practices. [S.l.]: Sussex Academic Press. ISBN 978-1-84519-172-6
- Gittings, Danny (2009). «Hong Kong Judiciary». In:  Gaylord, Mark S.; Gittings, Danny; Traver, Harold. Introduction to Crime, Law and Justice in Hong Kong. [S.l.]: Hong Kong University Press. pp. 147–168. ISBN 978-962-209-978-4
- Ho, Wai-chung (2011). School Music Education and Social Change in Mainland China, Hong Kong and Taiwan. [S.l.]: Brill Publishers. ISBN 978-90-04-18917-1
- Hoe, Susanna; Roebuck, Derek (1999). The Taking of Hong Kong: Charles and Clara Elliot in China Waters. [S.l.]: Routledge. ISBN 978-0-7007-1145-1
- Horne, John; Manzenreiter, Wolfram (2002). Japan, Korea and the 2002 World Cup. [S.l.]: Routledge. ISBN 978-0-415-27563-7
- Hu, Qi-ming (2003). «Preface». Rare and Precious Plants of Hong Kong. [S.l.]: Agriculture, Fisheries and Conservation Department. ISBN 978-988-201-616-3. OCLC 491712858
- Ingham, Michael (2007). Hong Kong: A Cultural History. [S.l.]: Oxford University Press. ISBN 978-0-19-531496-0
- Keat, Ooi Gin (2004). Southeast Asia: A Historical Encyclopedia. [S.l.]: ABC-CLIO. ISBN 978-1-57607-770-2
- Lam, S.F.; Chang, Julian W. (2005). The Quest for Gold: Fifty Years of Amateur Sports in Hong Kong, 1947–1997. [S.l.]: Hong Kong University Press. ISBN 978-962-209-765-0
- Lam, Wai-man (2015). Understanding the Political Culture of Hong Kong: The Paradox of Activism and Depoliticization: The Paradox of Activism and Depoliticization. [S.l.]: Routledge. ISBN 978-1-317-45301-7
- Lee, S.H. (2006). SARS in China and Hong Kong. [S.l.]: Nova Science Publishers. ISBN 978-1-59454-678-5
- Leung, Julian Y.M. (2016). «Education in Hong Kong and China: Towards Convergence?». In:  Chan, Ming K.; Postiglione, Gerard A. The Hong Kong Reader: Passage to Chinese Sovereignty: Passage to Chinese Sovereignty. [S.l.]: Routledge. ISBN 978-1-315-48835-6
- Li, Guo (2012). «A Site Catchment Analysis of Hong Kong's Neolithic Subsistence». In:  Cheng, Pei-kai; Fan, Ka Wai. New Perspectives on the Research of Chinese Culture. [S.l.]: Springer. pp. 17–43. ISBN 978-981-4021-77-7. doi:10.1007/978-981-4021-78-4_2
- Littlewood, Michael (2010). Taxation Without Representation: The History of Hong Kong's Troublingly Successful Tax System. [S.l.]: Hong Kong University Press. ISBN 978-962-209-099-6
- Long, Lucy M. (2015). Ethnic American Food Today: A Cultural Encyclopedia. [S.l.]: Rowman & Littlefield. ISBN 978-1-4422-2730-9
- Morton, Brian; Harper, Elizabeth (1995). An Introduction to the Cape d'Aguilar Marine Reserve, Hong Kong. [S.l.]: Hong Kong University Press. ISBN 978-962-209-388-1
- Owen, Bernie; Shaw, Raynor (2007). Hong Kong Landscapes: Shaping the Barren Rock. [S.l.]: Hong Kong University Press. ISBN 978-962-209-847-3
- Porter, Jonathan (1996). Macau, the Imaginary City: Culture and Society, 1557 to the Present. [S.l.]: Westview Press. ISBN 978-0-8133-2836-2
- Preston, Peter Wallace; Haacke, Jürgen (2003). Contemporary China: The Dynamics of Change at the Start of the New Millennium. [S.l.]: RoutlegeCurzon. ISBN 978-0-7007-1637-1
- Schottenhammer, Angela (2007). The East Asian Maritime World 1400–1800: Its Fabrics of Power and Dynamics of Exchanges. [S.l.]: Harrassowitz Verlag. ISBN 978-3-447-05474-4
- Room, Adrian (2005). Placenames of the World. [S.l.]: McFarland & Company. ISBN 978-0-7864-2248-7
- Scott, Ian (1989). Political Change and the Crisis of Legitimacy in Hong Kong. [S.l.]: University of Hawaii Press. ISBN 978-0-8248-1269-0
- Shen, Jianfa; Kee, Gordon (2017). Development and Planning in Seven Major Coastal Cities in Southern and Eastern China. [S.l.]: Springer. ISBN 978-3-319-46420-6. ISSN 0924-5499. doi:10.1007/978-3-319-46421-3
- Smith, Gareth Dylan; Moir, Zack; Brennan, Matt; Rambarran, Shara; Kirkman, Phil (2017). The Routledge Research Companion to Popular Music Education. [S.l.]: Routledge. ISBN 978-1-4724-6498-9
- Snow, Philip (2003). The Fall of Hong Kong: Britain, China and the Japanese Occupation. [S.l.]: Yale University Press. ISBN 978-0-300-10373-1
- Tam, Maria Wai-chu; Chan, Eugene Kin-keung; Choi Kwan, Janice Wing-kum; Leung, Gloria Chi-kin; Lo, Alexandra Dak-wai; Tang, Simon Shu-pui (2012). «Basic Law – the Source of Hong Kong's Progress and Development» (PDF). The Basic Law and Hong Kong – The 15th Anniversary of Reunification with the Motherland. [S.l.]: Working Group on Overseas Community of the Basic Law Promotion Steering Committee. OCLC 884571397
- Tsang, Steve (2007). A Modern History of Hong Kong. [S.l.]: I.B. Tauris. ISBN 978-1-84511-419-0
- von Glahn, Richard (1996). Fountain of Fortune: Money and Monetary Policy in China, 1000–1700. [S.l.]: University of California Press. ISBN 978-0-520-91745-3
- Wills, John E. (1998). «Relations with Maritime Europe, 1514–1662». In:  Twitchett, Denis; Mote, Frederick W. The Cambridge History of China: Volume 8, The Ming Dynasty, 1368–1644. 2. [S.l.]: Cambridge University Press. pp. 333–375. ISBN 978-0-521-24333-9. doi:10.1017/CHOL9780521243339.009
- Wiltshire, Trea (1997). Old Hong Kong Volume II: 1901–1945 5th ed. [S.l.]: FormAsia Books. ISBN 978-962-7283-13-3
- Wong, Siu Lun (1992). Emigration and stability in Hong Kong (PDF). [S.l.]: Universidade de Hong Kong. ISBN 978-962-7558-09-5
- Wordie, Jason (2007). Streets: Exploring Kowloon. [S.l.]: Hong Kong University Press. ISBN 978-962-209-813-8
- UNWTO Tourism Highlights: 2017 Edition. [S.l.]: Organização Mundial do Turismo. 2017. ISBN 978-92-844-1901-2. doi:10.18111/9789284419029
- Xi, Xu; Ingham, Mike (2003). City Voices: Hong Kong writing in English, 1945–present. [S.l.]: Hong Kong University Press. ISBN 978-962-209-605-9
- Xue, Charlie Q.L. (2016). Hong Kong Architecture 1945–2015: From Colonial to Global. [S.l.]: Springer. ISBN 978-981-10-1003-3. doi:10.1007/978-981-10-1004-0
- Yanne, Andrew; Heller, Gillis (2009). Signs of a Colonial Era. [S.l.]: Hong Kong University Press. ISBN 978-962-209-944-9
- Yeung, Rikkie (2008). Moving Millions: The Commercial Success and Political Controversies of Hong Kong's Railways. [S.l.]: Hong Kong University Press. ISBN 978-962-209-963-0
- Young, Simon N.M.; Cullen, Richard (2010). Electing Hong Kong's Chief Executive. [S.l.]: Hong Kong University Press. ISBN 978-988-8028-39-9
- Zhihong, Shi (2006). «China's Overseas Trade Policy and Its Historical Results: 1522–1840». In:  Latham, A.J.H.; Kawakatsu, Heita. Intra-Asian Trade and the World Market. [S.l.]: Routledge. pp. 4–23. ISBN 978-0-415-37207-7

#### Publicações acadêmicas
- Chen, Li (2011). «Universalism and Equal Sovereignty as Contested Myths of International Law in the Sino-Western Encounter». Journal of the History of International Law. 13 (1): 75–116. doi:10.1163/157180511X552054
- Cheng, Edmund W. (Junho de 2016). «Street Politics in a Hybrid Regime: The Diffusion of Political Activism in Post-colonial Hong Kong». The China Quarterly. 226: 383–406. doi:10.1017/S0305741016000394
- Cheng, Sheung-Tak; Lum, Terry; Lam, Linda C. W.; Fung, Helene H. (2013). «Hong Kong: Embracing a Fast Aging Society With Limited Welfare». The Gerontologist. 53 (4): 527–533. PMID 23528290. doi:10.1093/geront/gnt017
- Cullinane, S. (2002). «The relationship between car ownership and public transport provision: a case study of Hong Kong». Transport Policy. 9 (1): 29–39. doi:10.1016/S0967-070X(01)00028-2
- Fan, Shuh Ching (1974). «The Population of Hong Kong» (PDF). World Population Year: 1–2. OCLC 438716102
- Forrest, Ray; La Grange, Adrienne; Yip, Ngai-ming (2004). «Hong Kong as a Global City? Social Distance and Spatial Differentiation». Urban Studies. 41 (1): 207–227. doi:10.1080/0042098032000155759
- Fu, Poshek (2008). «Japanese Occupation, Shanghai Exiles, and Postwar Hong Kong Cinema». The China Quarterly. 194 (194): 380–394. JSTOR 20192203. doi:10.1017/S030574100800043X
- Fulton Commission (1963). «Report of the Fulton Commission, 1963: Commission to Advise on the Creation of a Federal-Type Chinese University in Hong Kong». Minerva. 1 (4): 493–507. JSTOR 41821589
- Jordan, Ann D. (1997). «Lost in the Translation: Two Legal Cultures, the Common Law Judiciary and the Basic Law of the Hong Kong Special Administrative Region». Cornell International Law Journal. 30 (2): 335–380
- Lee, John (2012). A Corpus-Based Analysis of Mixed Code in Hong Kong Speech. Proceedings of the 2012 International Conference on Asian Language Processing. [S.l.: s.n.] pp. 165–168. ISBN 978-1-4673-6113-2. doi:10.1109/IALP.2012.10
- Lee, Kwai Sang; Leung, Wai Mun (2012). «The status of Cantonese in the education policy of Hong Kong». Multilingual Education. 2 (2). 2 páginas. doi:10.1186/10.1186/2191-5059-2-2
- Lee, Nelson K. (2013). «The Changing Nature of Border, Scale and the Production of Hong Kong's Water Supply System since 1959». International Journal of Urban and Regional Research. 38 (3): 903–921. doi:10.1111/1468-2427.12060
- McKercher, Bob; Ho, Pamela S.Y.; du Cros, Hilary (2004). «Attributes of Popular Attractions in Hong Kong». Annals of Tourism Research. 31 (2): 393–407. doi:10.1016/j.annals.2003.12.008. hdl:10397/29409
- Meacham, William (1999). «Neolithic to Historic in the Hong Kong Region». Indo-Pacific Prehistory Association Bulletin. 18 (2): 121–128. eISSN 0156-1316
- Ming, Sing (2006). «The Legitimacy Problem and Democratic Reform in Hong Kong». Journal of Contemporary China. 15 (48): 517–532. doi:10.1080/10670560600736558
- Poon, Simpson; Chau, Patrick (2001). «Octopus: The Growing E-payment System in Hong Kong» (PDF). Electronic Markets. 11 (2): 97–106. doi:10.1080/101967801300197016
- Sofield, Trevor H.B.; Sivan, Atara (2003). «From Cultural Festival to International Sport – The Hong Kong Dragon Boat Races». Journal of Sport & Tourism. 8 (1): 9–20. doi:10.1080/14775080306242
- Tong, C. O.; Wong, S. C. (1997). «The advantages of a high density, mixed land use, linear urban development». Transportation. 24 (3): 295–307. doi:10.1023/A:1004987422746
- Wong, Eliza L.Y.; Yeoh, Eng-kiong; Chau, Patsy Y.K.; Yam, Carrie H.K.; Cheung, Annie W.L.; Fung, Hong (2015). «How shall we examine and learn about public-private partnerships (PPPs) in the health sector? Realist evaluation of PPPs in Hong Kong». Social Science & Medicine. 147: 261–269. PMID 26605970. doi:10.1016/j.socscimed.2015.11.012

#### Relatórios institucionais
- A List of Licensed Broadcasting Services in Hong Kong (PDF) (Relatório). Office of the Communications Authority. 1 de junho de 2018
- Adaptation of Laws Programme – Guiding Principles and Guideline Glossary of Terms (PDF) (Relatório). Legislative Council. Novembro de 1998
- Agriculture and Fisheries (PDF). Hong Kong: The Facts (Relatório). Hong Kong Government. Maio de 2017
- Airport Traffic Report (PDF) (Relatório). Port Authority of New York and New Jersey. 14 de abril de 2017
- Akamai's State of the Internet – Q1 2017 Report (PDF) (Relatório). Akamai Technologies. 2017
- Annual Report 2016/17 (PDF) (Relatório). Airport Authority Hong Kong. 12 de junho de 2017
- Annual Report 2016–17 (PDF) (Relatório). Inland Revenue Department. 2017
- Annual Report 2017 (PDF) (Relatório). Hongkong and Shanghai Hotels. 2017
- Annual Report and Accounts 2011 (PDF) (Relatório). The Hongkong and Shanghai Banking Corporation. 2011
- APAC Regional Headquarters (PDF) (Relatório). Cushman & Wakefield. Abril de 2016
- Béthanie – The Academy's Landmark Heritage Campus (PDF) (Relatório). Hong Kong Academy for Performing Arts. Setembro de 2015
- Developing a Supplementary Guide to the Chinese Language Curriculum for Non-Chinese Speaking Students (PDF) (Relatório). Conselho Legislativo de Hong Kong. Janeiro de 2008
- District Administration (PDF). Hong Kong: The Facts (Relatório). Hong Kong Government. Abril de 2016
- Economic development: Statistical Highlights (PDF) (Relatório). Conselho Legislativo de Hong Kong. 26 de abril de 2017
- Family Survey 2013 (PDF) (Relatório). Conselho Legislativo de Hong Kong. Julho de 2014
- Foreign Affairs Select Committee (6 de março de 2015). The UK's relations with Hong Kong: 30 years after the Joint Declaration (PDF) (Relatório). Parlamento do Reino Unido
- Foreign and Commonwealth Office (Outubro de 2014). Written evidence from Foreign and Commonwealth Office (PDF) (Relatório). Parlamento do Reino Unido
- Geography and Climate (PDF) (Relatório). Departamento de Estatísticas de Hong Kong. 2010
- Guidelines on the Legislative Council Election (PDF) (Relatório). Electoral Affairs Commission. 2016
- Health Facts of Hong Kong: 2017 Edition (PDF) (Relatório). Departamento de Saúde de Hong Kong. 2017
- Hong Kong as a Service Economy (PDF). Hong Kong: The Facts (Relatório). Hong Kong Government. Abril de 2016
- Hong Kong Energy Statistics – 2016 Annual Report (PDF) (Relatório). Departamento de Estatísticas de Hong Kong. Abril de 2017
- The Hong Kong Government Gazette (PDF) (Relatório). Hong Kong Government Gazette. 3 de setembro de 1926  – via Universidade de Hong Kong
- Human Development Indices and Indicators – Statistical Update 2018 (PDF) (Relatório). United Nations Development Programme. 2018
- Jiang, Guorong; Tang, Nancy; Law, Eve; Sze, Angela (Setembro de 2003). The Profitability of the Banking Sector in Hong Kong (PDF) (Relatório). Hong Kong Monetary Authority
- Junho de 2019 (PDF). Hong Kong Monthly Digest of Statistics (Relatório). Departamento de Estatísticas de Hong Kong. Junho de 2019
- List of Political Affiliations of LegCo Members and DC Members (PDF) (Relatório). District Councils. 19 de junho de 2017
- Literacy Rates Continue to Rise from One Generation to the Next (PDF) (Relatório). UNESCO. Setembro de 2017
- Lung, Charles C P; Sung, Y F (2010). A Century of Railway Development – The Hong Kong Story (PDF) (Relatório). Institution of Railway Signal Engineers. Consultado em 26 de dezembro de 2017. Cópia arquivada (PDF) em 11 de abril de 2019
- Main Results (PDF). 2016 Population By-Census (Relatório). Departamento de Estatísticas de Hong Kong. 2016
- Market Statistics 2018 (PDF) (Relatório). Hong Kong Stock Exchange. 2018
- Panel on Education (8 de janeiro de 2007). Grant to the Hong Kong Shue Yan University for Establishing a General Development Fund (PDF) (Relatório). Conselho Legislativo de Hong Kong
- Panel on Home Affairs (Junho de 2007). «List of Historical Buildings Declared as Monuments from 1997 to 2006». The Queen's Pier (PDF) (Relatório). Conselho Legislativo de Hong Kong
- Public Finance (PDF). Hong Kong: The Facts (Relatório). Hong Kong Government. Maio de 2018
- Public Transport Strategy Study (PDF) (Relatório). Transport Department. Junho de 2017
- Radio Television Hong Kong (PDF). The 2018–2019 Budget (Relatório). Hong Kong Government. 2018
- Railway Network (PDF). Hong Kong: The Facts (Relatório). Hong Kong Government. Abril de 2018
- Registration and Licensing of Vehicles by Class of Vehicles (PDF) (Relatório). Transport Department. Janeiro de 2018
- Religion and Custom (PDF). Hong Kong: The Facts (Relatório). Hong Kong Government. Maio de 2016
- Subcommittee on Matters Relating to Railways (2014). Follow-ups on the Service Suspension of Tseung Kwan O Line and Part of Kwun Tong Line on 16 December 2013, and Report on Subsequent Major Incidents on East Rail Line and Light Rail (PDF) (Relatório). Conselho Legislativo de Hong Kong
- Task Force on Land Policy (2017). Reclamation Outside Victoria Harbour (PDF) (Relatório). Development Bureau
- Task Force on Population Policy (2002). Report of the Task Force on Population Policy (PDF) (Relatório). Hong Kong Government
- The Global Financial Centres Index 22 (PDF) (Relatório). China Development Institute. Setembro de 2017
- The Media (PDF). Hong Kong: The Facts (Relatório). Hong Kong Government. Dezembro de 2017
- Thematic Report: Household Income Distribution in Hong Kong (PDF). 2016 Population By-Census (Relatório). Departamento de Estatísticas de Hong Kong. Julho de 2017
- Tourism (PDF). Hong Kong: The Facts (Relatório). Hong Kong Government. Maio de 2016
- Transport (PDF). Hong Kong: The Facts (Relatório). Hong Kong Government. Maio de 2016
- Transport Advisory Committee (Dezembro de 2014). Report on Study of Road Traffic Congestion in Hong Kong (PDF) (Relatório). Transport and Housing Bureau
- Transport and Housing Bureau (19 de abril de 2017). Technical Legislative Amendments on Traffic Arrangements for the Hong Kong-Zhuhai-Macao Bridge (PDF) (Relatório). Conselho Legislativo de Hong Kong
- Transport: Statistical Highlights (PDF) (Relatório). Conselho Legislativo de Hong Kong. 28 de outubro de 2016
- Triennial Central Bank Survey: Foreign exchange turnover in April 2016 (PDF) (Relatório). Bank for International Settlements. Setembro de 2016
- Usage of Information Technology and the Internet by Hong Kong Residents, 2000 to 2016 (PDF) (Relatório). Departamento de Estatísticas de Hong Kong. Novembro de 2017
- Use of Chinese in Court Proceedings (PDF) (Relatório). Conselho Legislativo de Hong Kong. 2011
- Water Supplies (PDF). Hong Kong: The Facts (Relatório). Hong Kong Government. Maio de 2016
- Women and Men in Hong Kong Key Statistics (PDF) (Relatório). Departamento de Estatísticas de Hong Kong. Julho de 2017
- Yu, Jian Zhen; Huang, Hilda; Ng, Wai Man (Junho de 2013). Final Report for Provision of Service for Fine Particulate Matter (PM2.5) Sample Chemical Analysis (PDF) (Relatório). Environmental Protection Department